# National Film Registry
El National Film Registry ("Registre Nacional de Cinema") és una filmoteca de pel·lícules seleccionades pel National Film Preservation Board per a la seva conservació a la Biblioteca del Congrés dels Estats Units.
El National Film Registry incorpora anualment al voltant de 25 noves pel·lícules les quals són seleccionades per la seva importància cultural, històrica o estètica. Per ser elegibles, aquestes han de tenir almenys 10 anys d'antiguitat sense ser necessari que hagin estat estrenades en el cine o que siguin llargmetratges. Així, el Registre inclou des de clàssics de Hollywood a pel·lícules òrfenes. A més, també conté documentals, pel·lícules mudes, curtmetratges, pel·lícules experimentals, pel·lícules de domini públic, sèries, pel·lícules per a la televisió, pel·lícules del cinema independent i videoclips.
La primera selecció de pel·lícules va tenir lloc el 1989 i es van rebre al voltant de 1.000 candidatures de pel·lícules nominades pel públic. En aquella ocasió, els membres del National Film Preservation Board van votar individualment tota la llista reduint-la a les 25 més votades. Això no obstant, des del 1997, el públic només pot presentar un màxim de 50 pel·lícules a l'any per ser considerades per a la seva conservació.
La pel·lícula més antiga de la llista és Newark Athlete (1891) i la més recent és Brokeback Mountain (2005). L'any amb més pel·lícules escollides és el 1939, amb 20 cintes conservades a la Biblioteca. El temps transcorregut entre l'estrena d'una pel·lícula i la seva incorporació a la llista varia bastant. Així, cal destacar els 109 anys que havien passat per la cinta experimental de 1894 Dickson Experimental Sound Film quan el 2003 va ser elegida. Per contra, hi ha hagut cinc pel·lícules que deu anys després de la seva estrena van ser incloses directament en la llista. Aquestes són: Do the Right Thing, Fargo, Toy Story, Toro salvatge i Un dels nostres.
El 2009, més de 500 pel·lícules eren conservades pel National Film Registry.

## Pel·lícules

Fred Ott's Sneeze és una de las primeres pel·lícules estatunidenques, de 5 segons, feta per Thomas Edison.

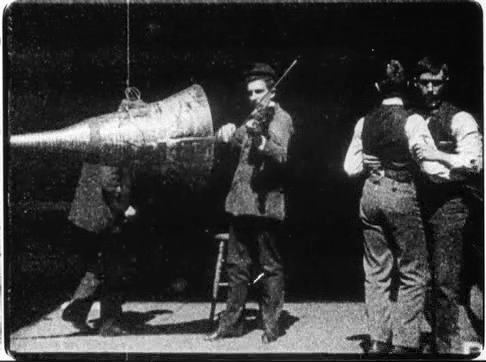
Dickson Experimental Sound Film, la primera pel·lícula coneguda amb so enregistrat en viu.

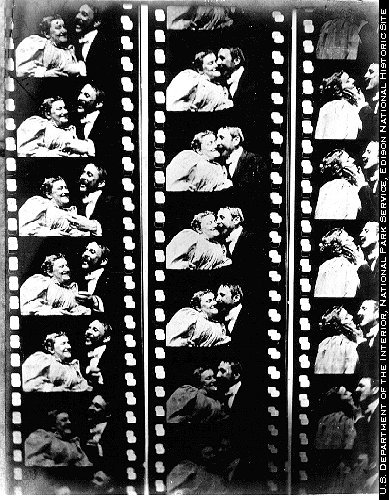
Amb 47 segons de durada, The Kiss va ser una de les primeres pel·lícules en ser mostrades comercialment al públic.

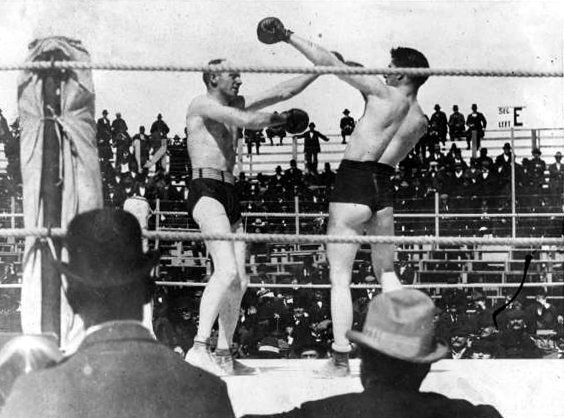
The Corbett-Fitzsimmons Fight va ser el primer llargmetratge (durava originalment quasi 100 minuts) així com el primer èxit financer autèntic d'una pel·lícula (recaptant entre $100.000-$750.000).

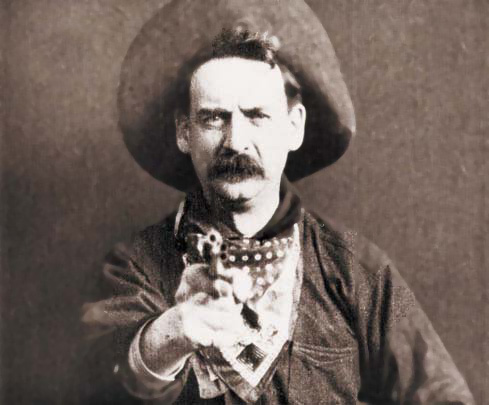
The Great Train Robbery va utilitzar una varietat de tècniques d'edició que es van popularitzar al moment de la seva estrena.

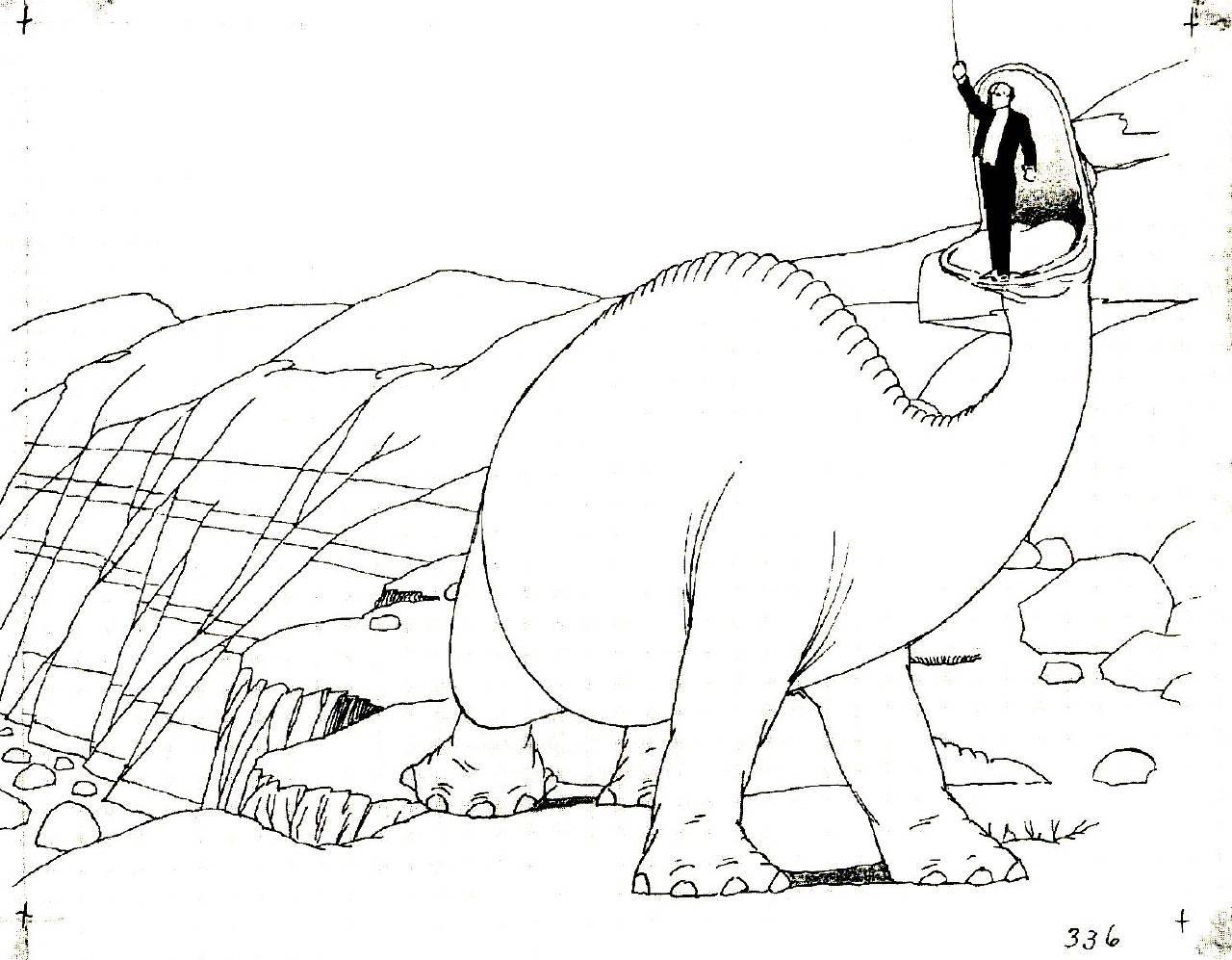
Gertie the Dinosaur, encara que no va ser la primera pel·lícula d'animació, Gertie es va convirtir en el primer personatge popular de dibuixos animats.

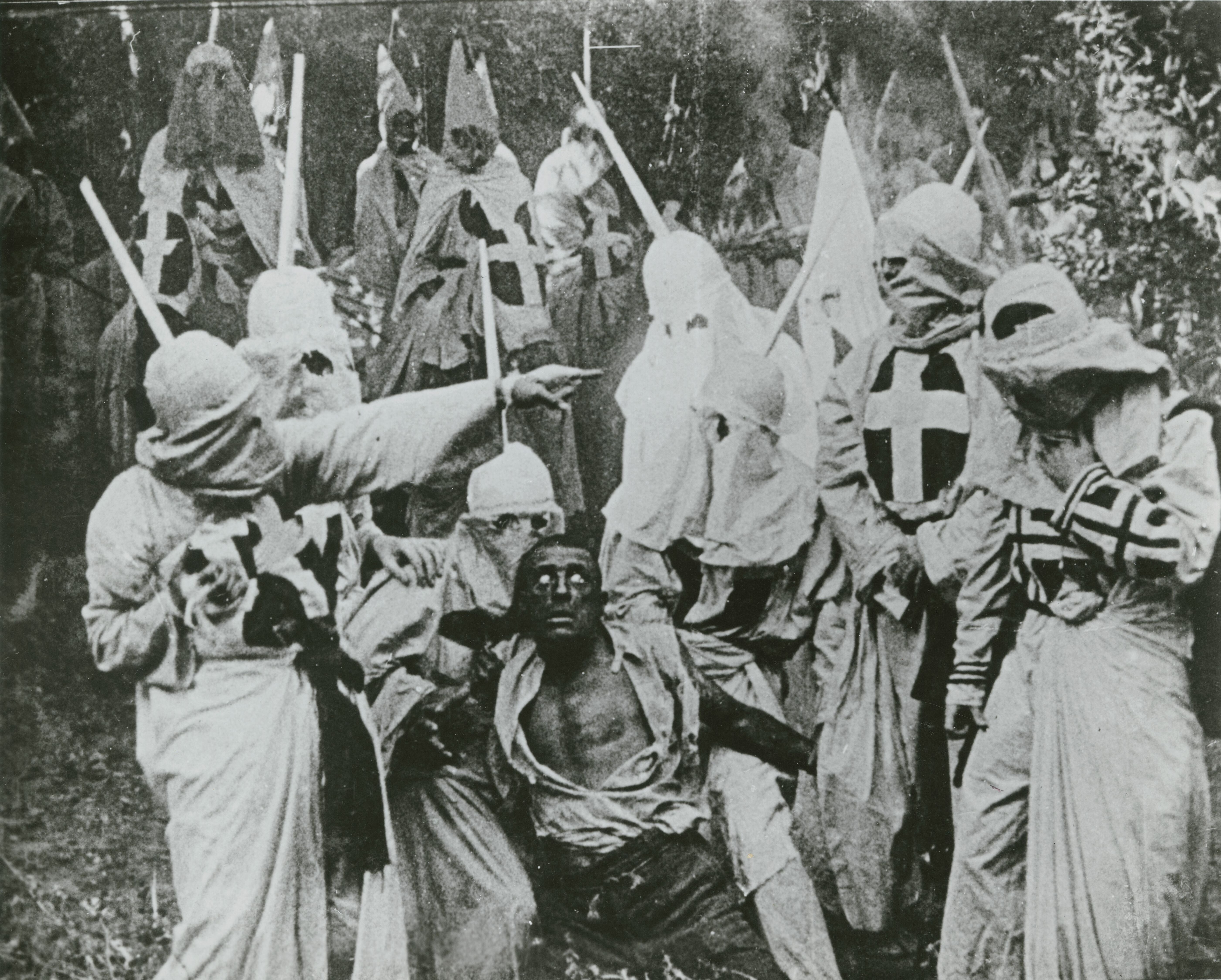
El naixement d'una nació (1915) va desenvolupar tècniques innovadores de càmera i efectes especials i es va convertir en el primer llargmetratge amb èxit de Hollywood, sent citat com la primera "superproducció" tot i que hi va haver controvèrsia sobre el seu retratat positiu del Ku Klux Klan.

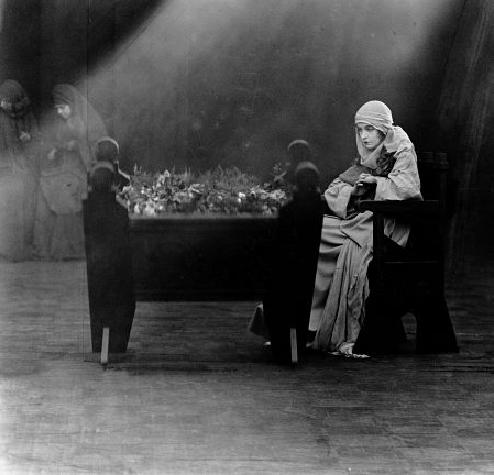
La influent Intolerance: Love's Struggle Throughout the Ages va ser creada per D. W. Griffith el 1916 en part com a resposta a la controvèrsia sobre el racisme vist a El naixement d'una nació.

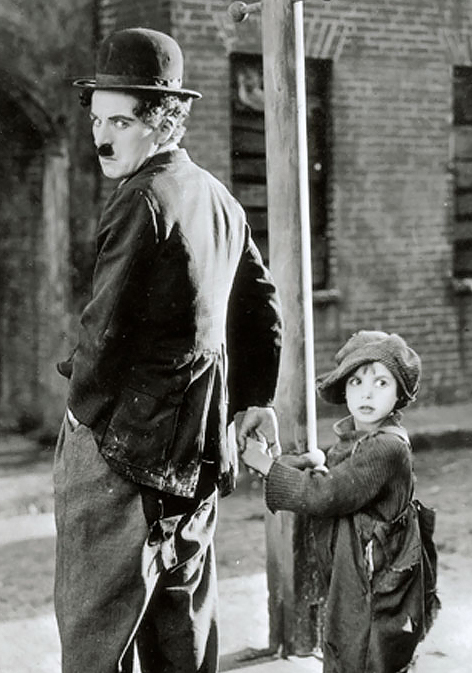
El film de 1921 The Kid de Charles Chaplin no només es va convertir en el primer llargmetratge de comèdia d'èxit, sinó que també va demostrar la compatibilitat entre elements dramàtics i còmics, fonamentant la reputació de Chaplin.

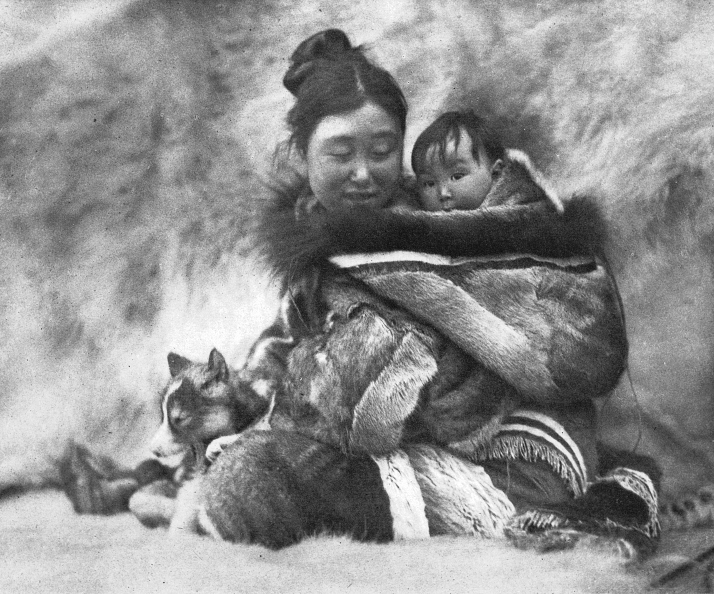
Nanook of the North (1922) va revolucionar el cinema documental amb la seva producció a gran escala, tot i que continua sent polèmica per haver escenificat diversos dels esdeveniments que representa.

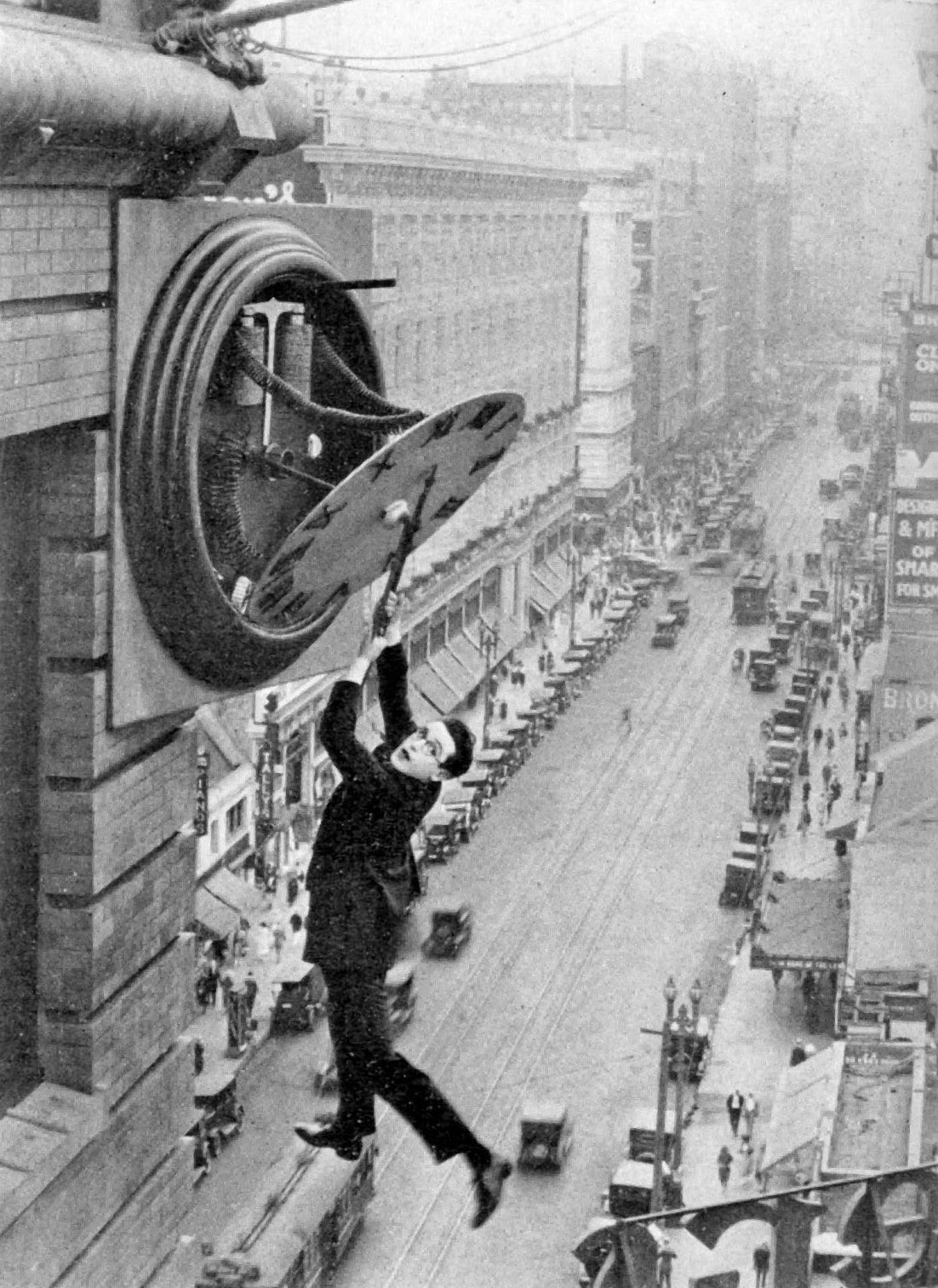
La icònica escena presentant a Harold Lloyd penjant del rellotge a Safety Last! (1923) ha estat una referència per nombrosos mitjans de comunicació, amb diverses pel·lícules incloent esdeveniments similars a les seves trames.

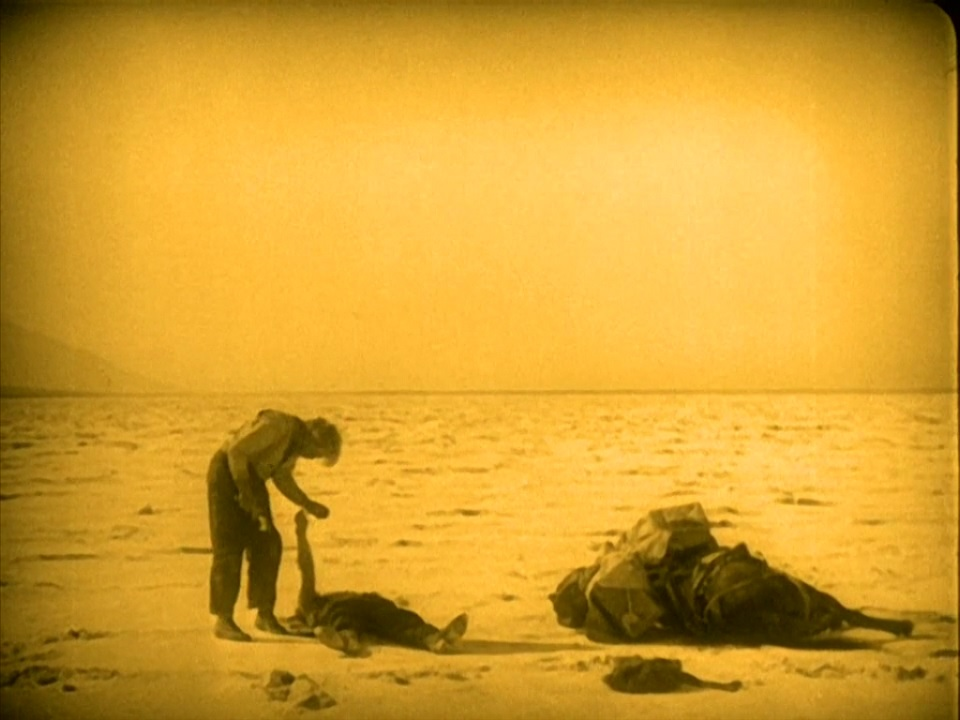
Greed, pel·lícula de 1924 d'Erich von Stroheim és coneguda per la seva reputació de "sant graal" de les pel·lícules perdudes (la versió original de 42 rodets sense talls).

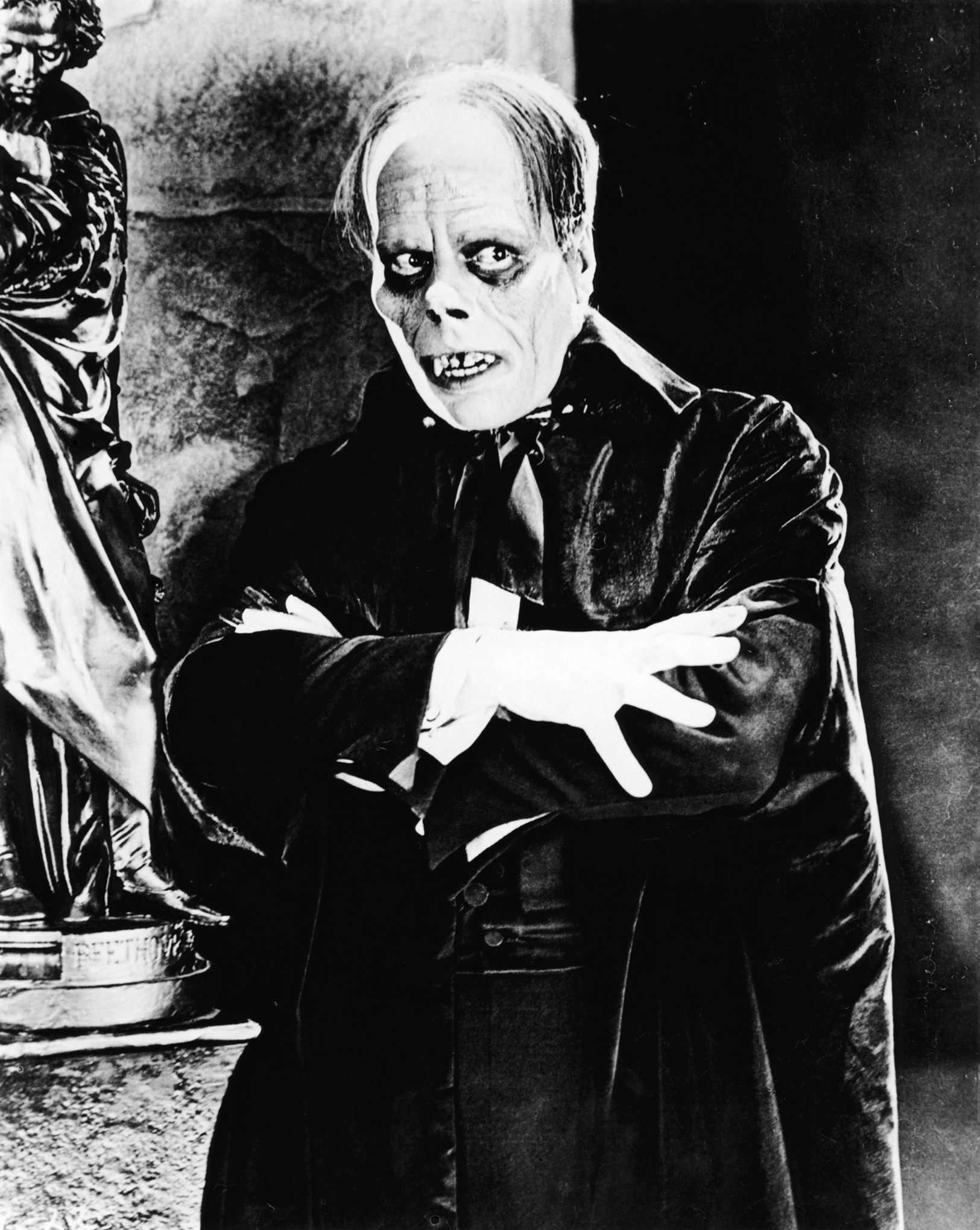
The Phantom of the Opera (1925) va comptar amb un extens maquillatge per al seu personatge principal en un dels millors papers de Lon Chaney.

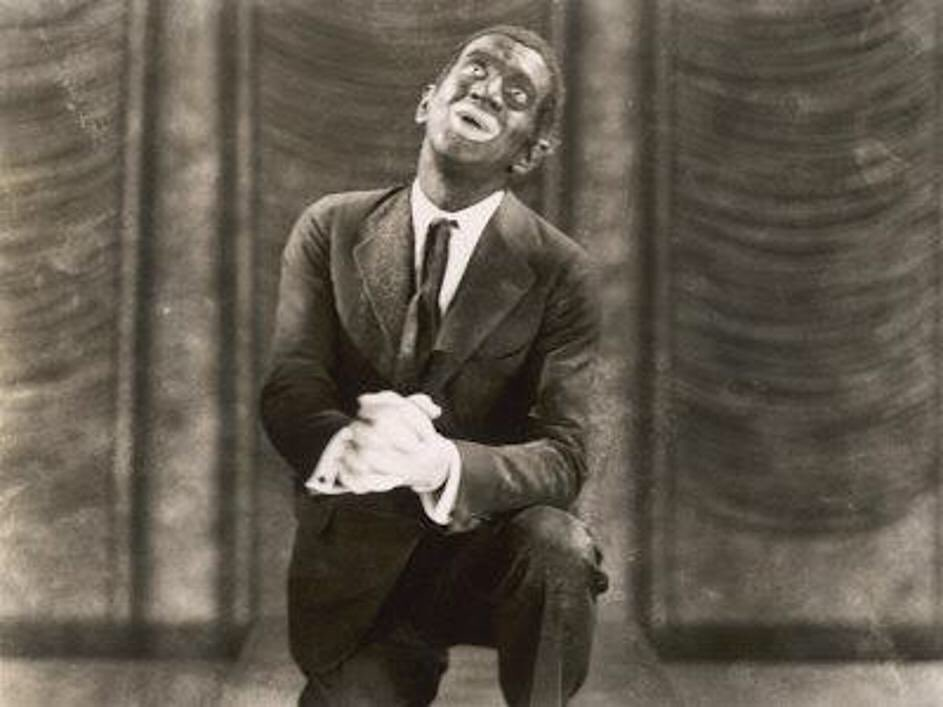
Al Jolson a The Jazz Singer (1927), el primer llargmetratge que inclou escenes de so totalment sincronitzat.

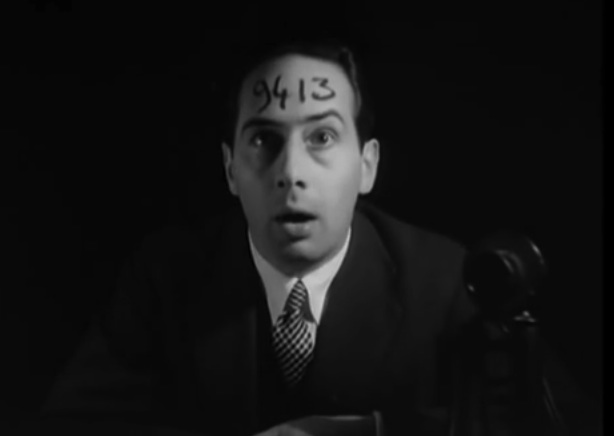
Jules Raucourt va protagonitzar la clàssica pel·lícula experimental del 1927 The Life and Death of 9413: a Hollywood Extra.

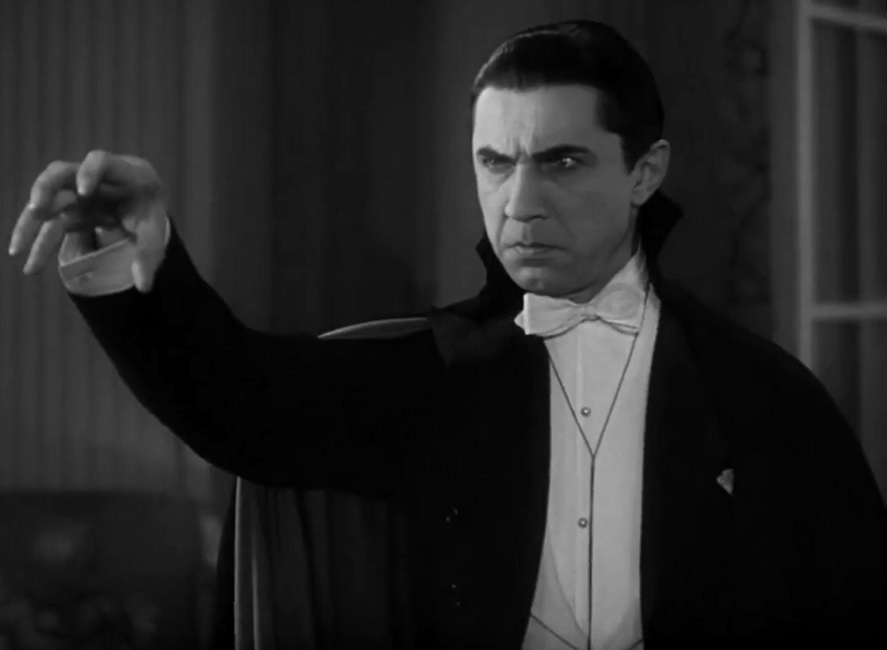
La versió de Dracula del 1931 va ser molt influent sobre les representacions futures del personatge del títol. La versió simultània en castellà és la única versió en llengua estrangera que es conserva també al registre.

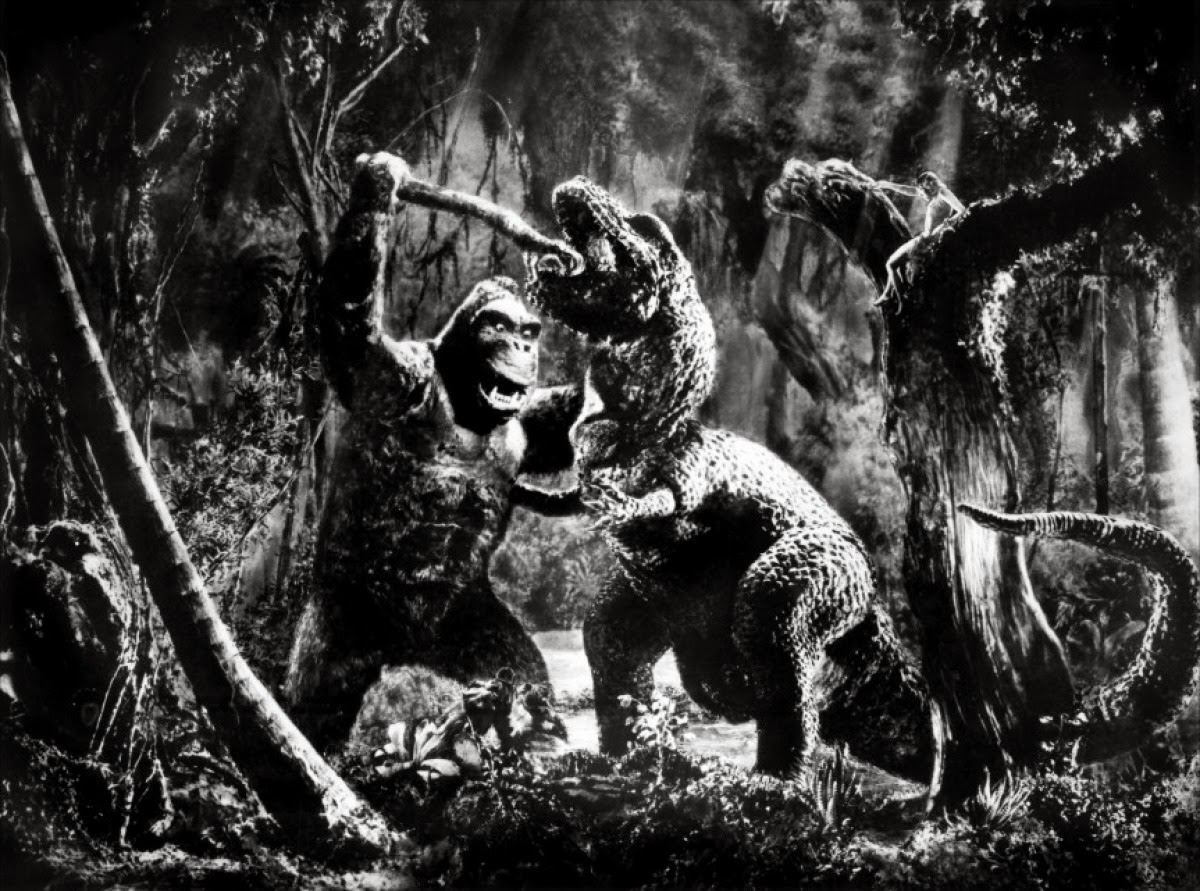
Els efectes especials innovadors i la història atemporal han fet de King Kong (1933) una de les pel·lícules més influents de tots els temps.

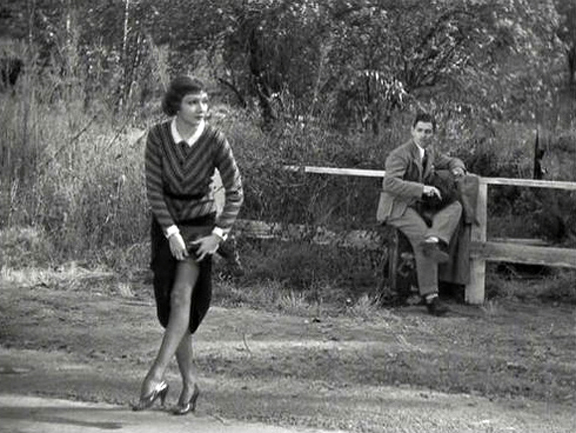
Va succeir una nit (1934) va ser la primera pel·lícula en obtenir l'Oscar en les cinc categories principals.

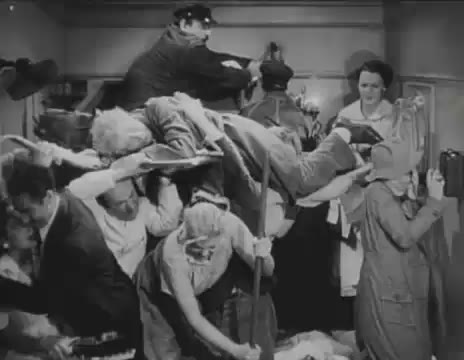
La famosa escena del camarot dels germans Marx dUna nit a l'òpera (1935) va acumular 15 persones en una cabina de dimensions reduïdes.

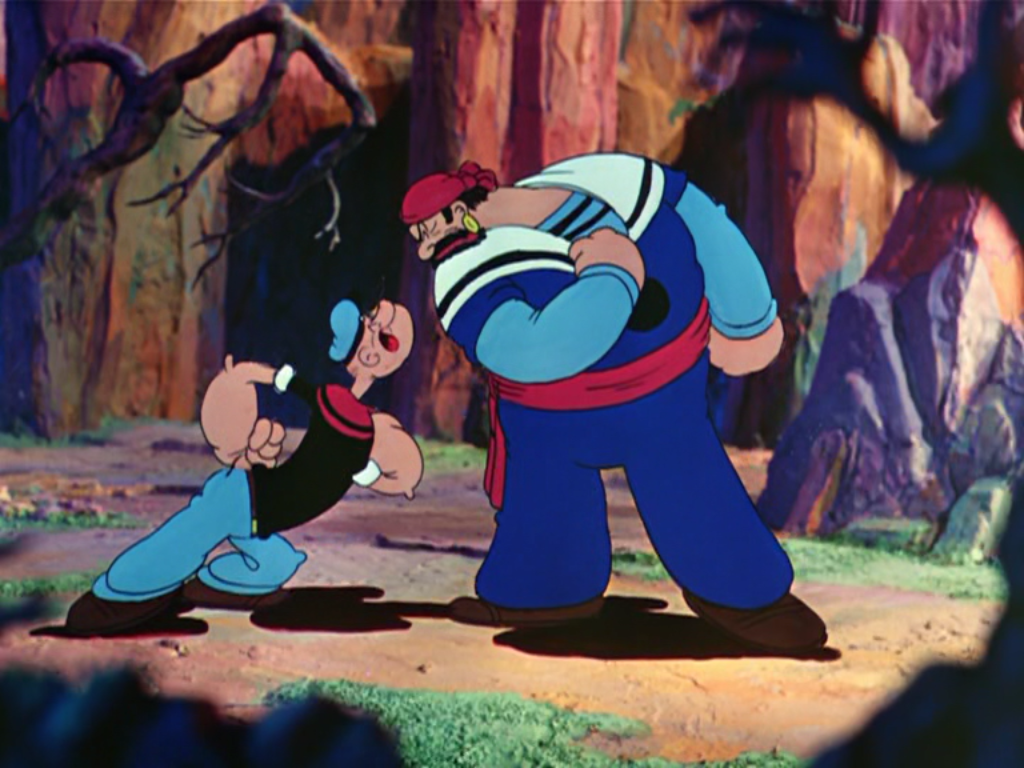
Amb una durada de 16 minuts, el clàssic dels Estudis Fleischer de 1936 Popeye the Sailor Meets Sindbad the Sailor va ser la primera pel·lícula animada produïda als Estats Units amb una durada superior als 7-8 minuts estandard, un anys abans de la Blancaneus de Disney.

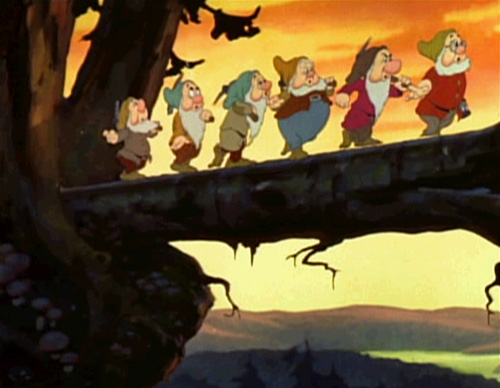
La famosa seqüència de "Heigh-Ho" de La Blancaneu i els set nans (pel·lícula) (1937), el primer llargmetratge americà, creat per Walt Disney, i mostrant els set nans (Doc, Happy, Grumpy, Bashful, Sneezy, Dopey, Sleepy).

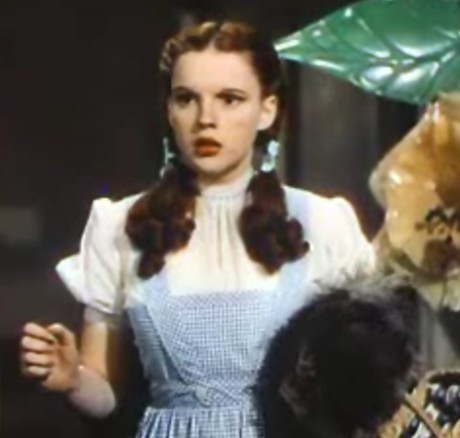
Tot i no ser la primera pel·lícula en color, El màgic d'Oz (1939)
va sorprendre el públic quan Judy Garland va semblar passar perfectament d'un to sèpia al color.

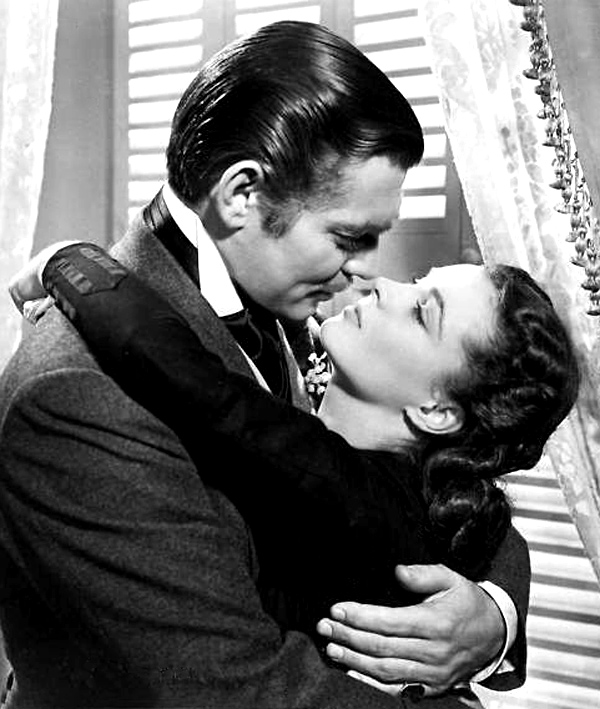
Ajustat a la inflació, Allò que el vent s'endugué (1939) es va convertir en el major èxit comercial fins aquell moment.

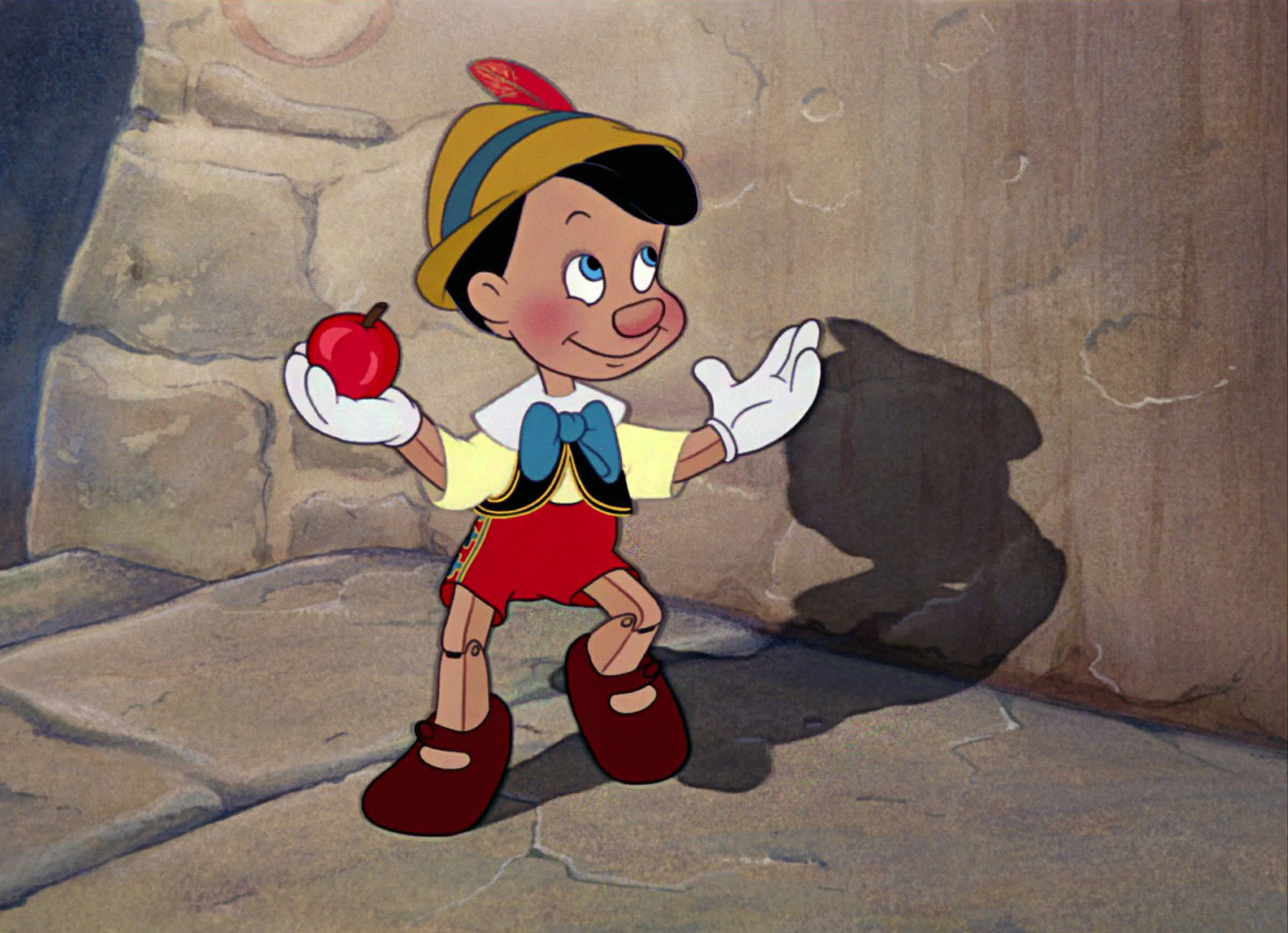
Malgrat els problemes inicials de taquilla, la segona pel·lícula d'animació de Disney Pinotxo (1940) ha estat molt reconeguda pels seus mèrits tècnics i artístics.

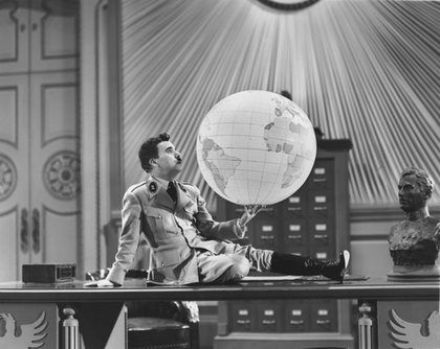
The Great Dictator (1940) va ser la primera pel·lícula sonora de Charles Chaplin.

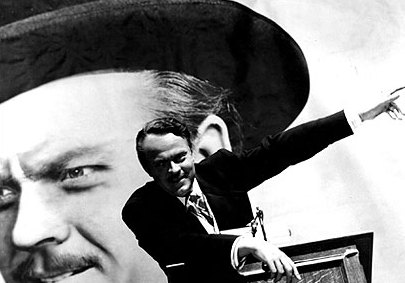
Ciutadà Kane (1941) és considerat per molts crítics i estudiosos (incloent l'American Film Institute) com la millor pel·lícula mai feta.

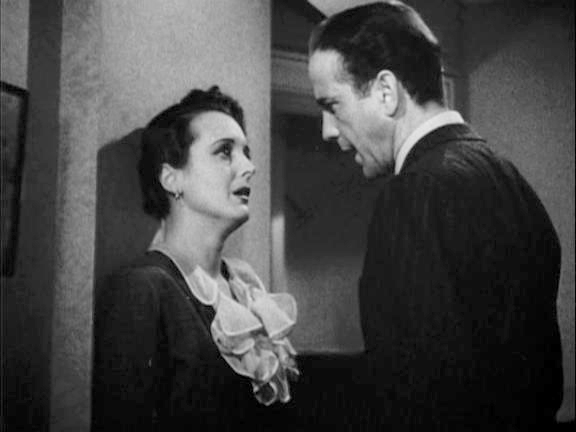
Humphrey Bogart al remake de 1941 de El falcó maltès, considerat un dels primers exemples de cinema negre.

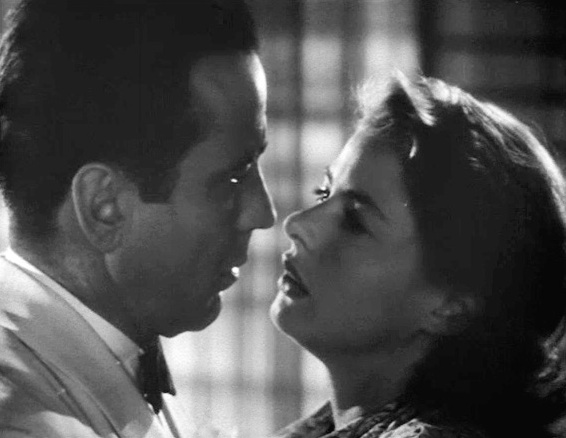
Casablanca (1942) té sis línies de diàleg seleccionades a AFI's 100 Years ... 100 Movie Quotes, més que qualsevol altra pel·lícula.

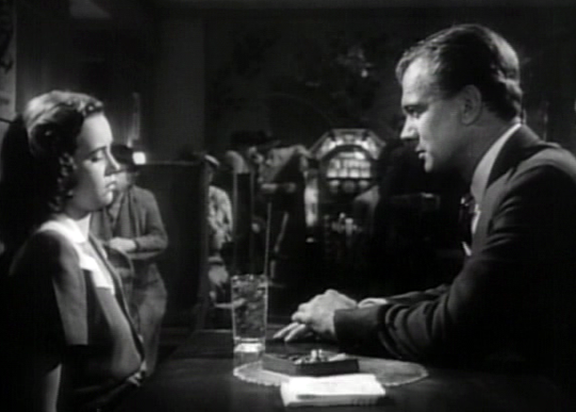
De totes les pel·lícules dirigides per Alfred Hitchcock, el thriller psicològic Shadow of a Doubt (1943) era la seva preferida personal.

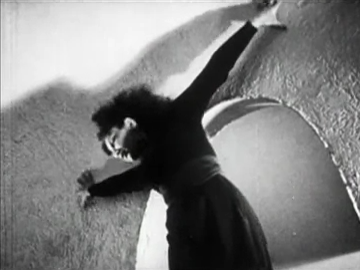
L'obra mestra de Maya Deren, Meshes of the Afternoon, el clàssic experimental de 1943.

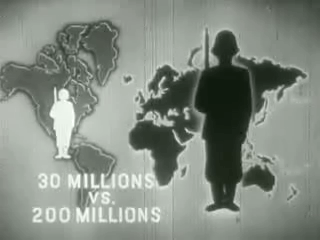
Per què lluitem? va ser una sèrie de documentals de propaganda dirigits per Frank Capra explicant als soldats per què els Estats Units es van implicar a la Segona Guerra Mundial.

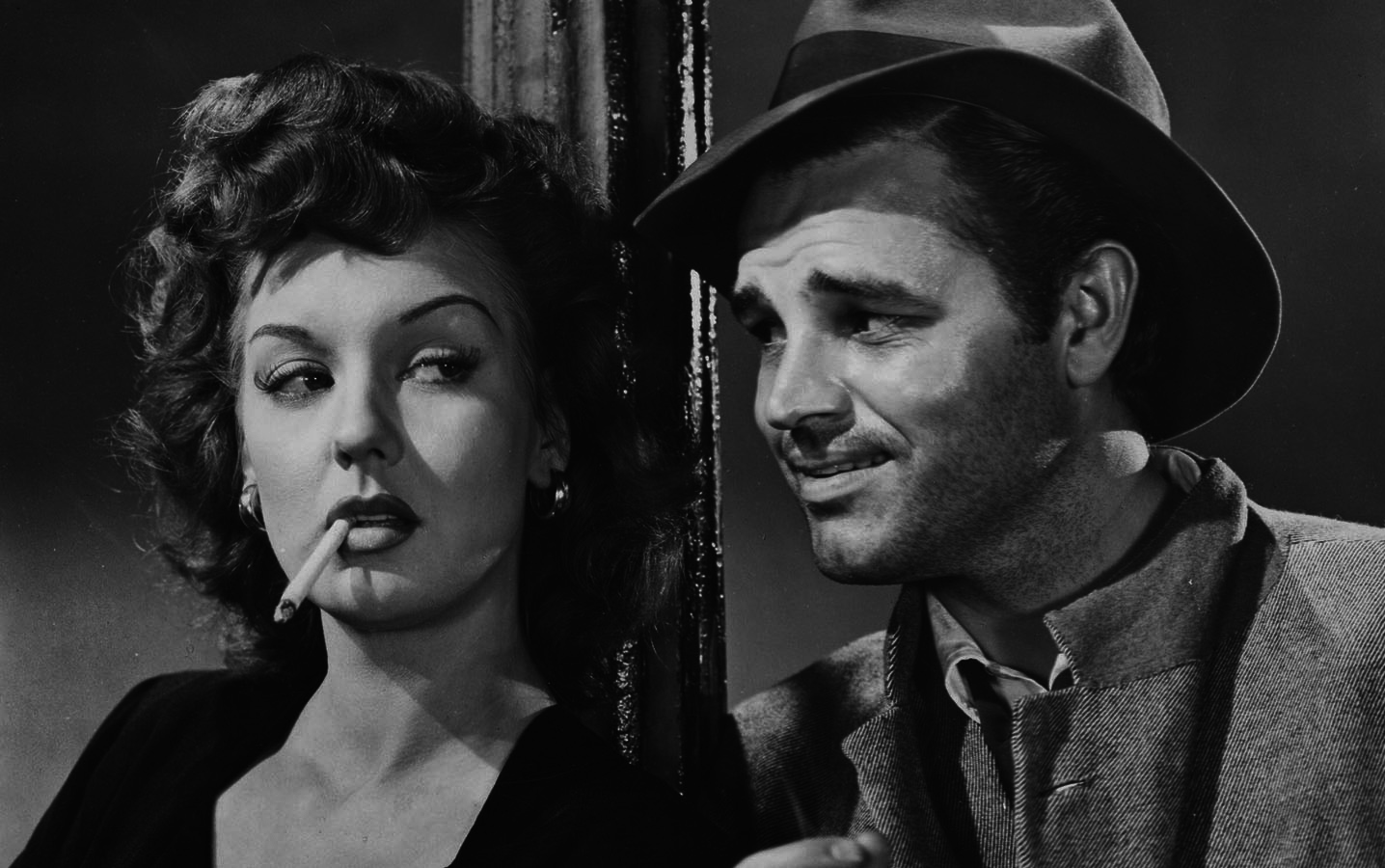
Ann Savage i Tom Neal a la llegendària pel·lícula de sèrie B del 1945 Desviació que continua sent una pel·lícula de culte entre crítics.

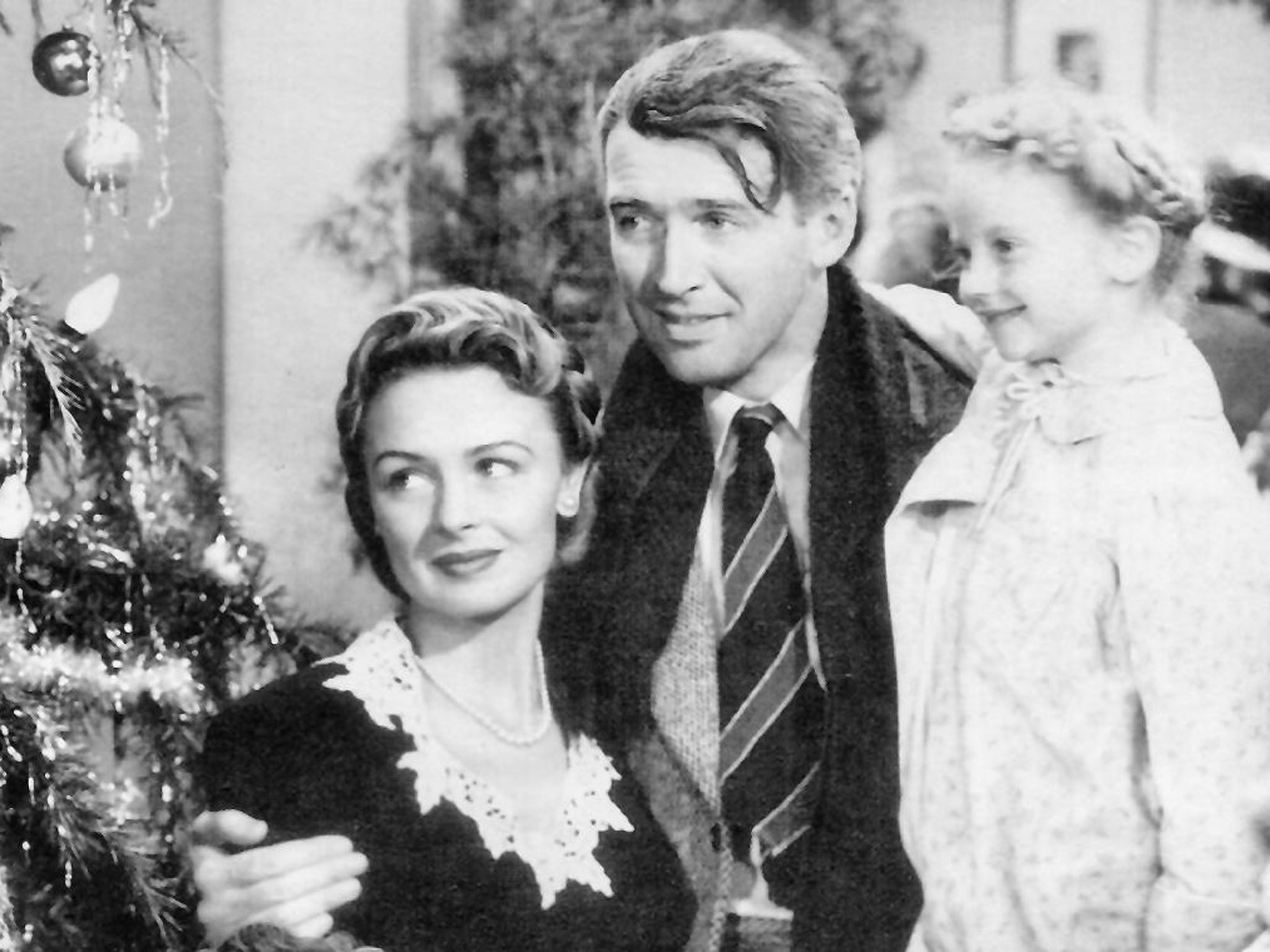
Que bonic que és viure va decepcionar tant a la crítica com al públic mentre es trobava a la cartellera el 1946, però les freqüents reposicions a la televisió l'han convertit en una de les pel·lícules més estimades i àmpliament referenciades de tots els temps.

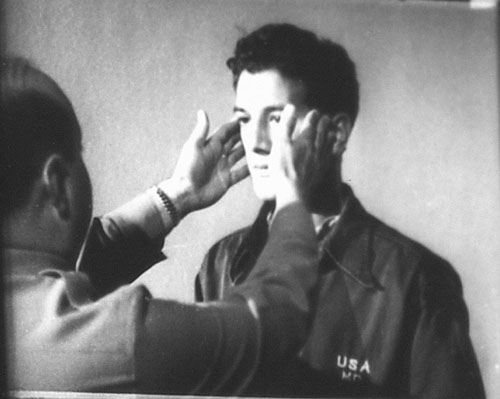
Let There Be Light va ser un documental controvertit de 1946 bloquejat a la distribució pública durant 35 anys.

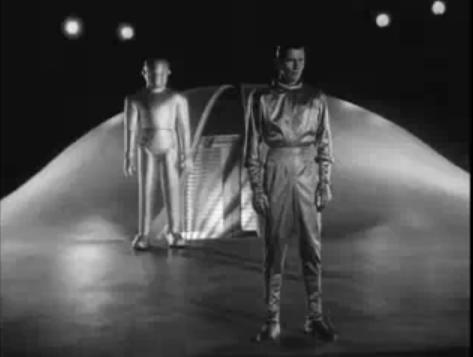
The Day the Earth Stood Still (1951) és una de les millors pel·lícules de ciència-ficció realitzades durant la Guerra Freda.

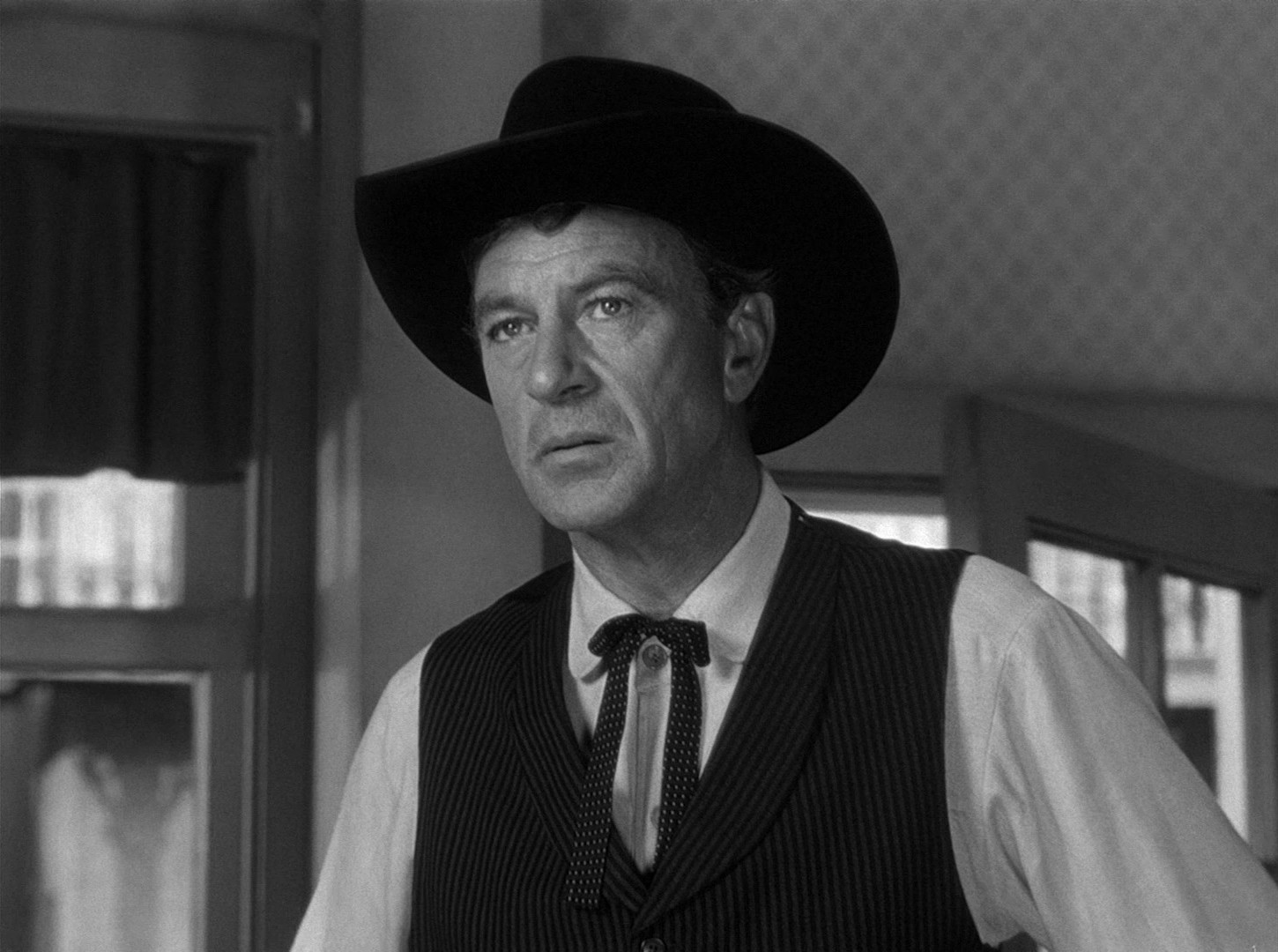
Gary Cooper en el controvertit Sol davant el perill (1952), del que es va dir que era una al·legoria del McCarthyisme.

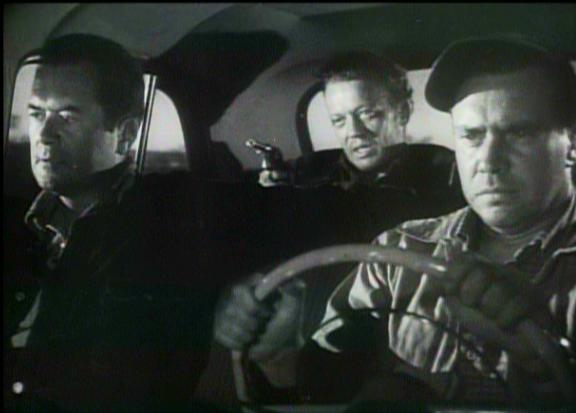
The Hitch-Hiker (1953) de Ida Lupino destaca per ser la primera pel·lícula de cinema negre nord-americana dirigida per una dona.

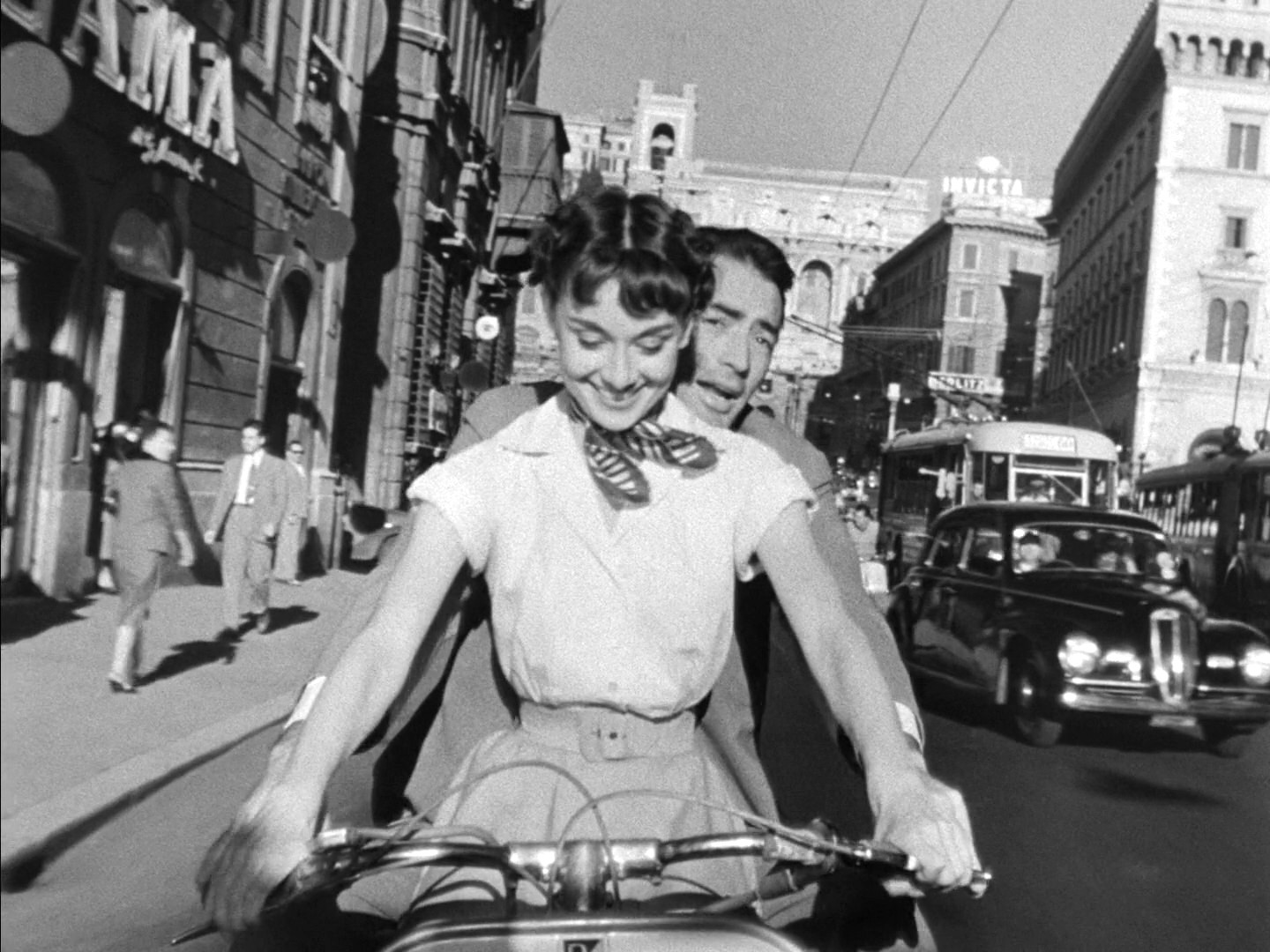
Vacances a Roma (1953) va convertir a Audrey Hepburn en una estrella i va valer per ella l'Oscar a la millor actriu.

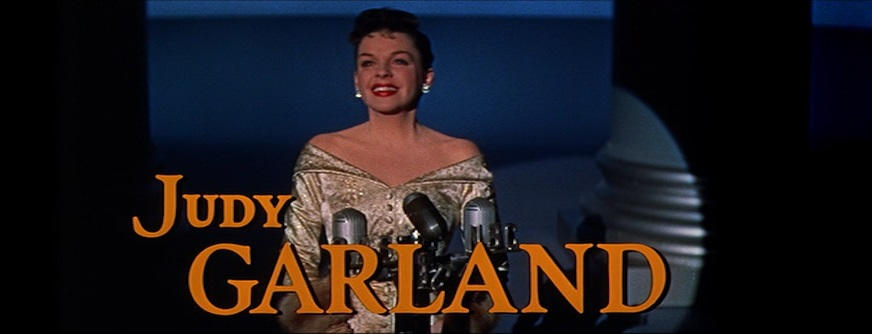
Judy Garland en la que potser és la seva actuació més aclamada, en el paper d'Esther Blodgett en el remake de 1954 d'A Star Is Born.

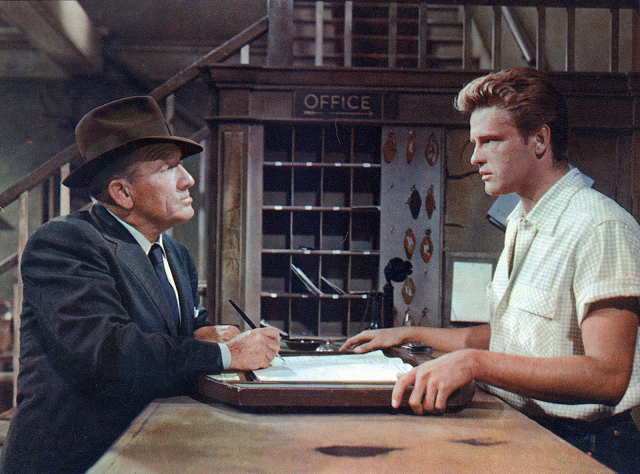
Combinant elements de western i cinema negre, Conspiració de silenci (1955) va ser la primera pel·lícula en reconèixer obertament racisme contra japonesos americans després de la Segona Guerra Mundial.

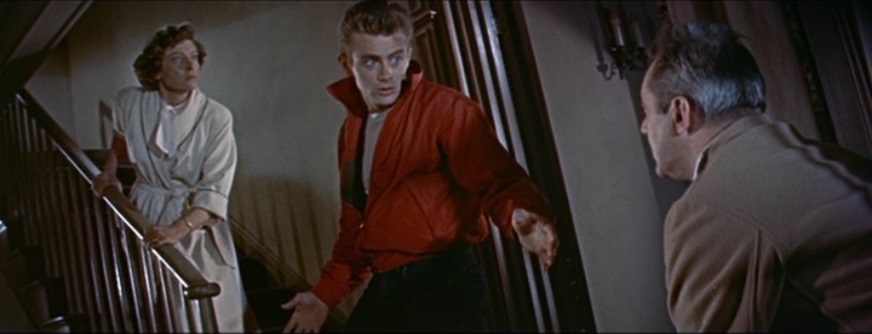
Rebel sense causa (1955) es va estrenar als cinemes menys d'un mes després que el seu actor principal, James Dean, morís en un accident de cotxe.

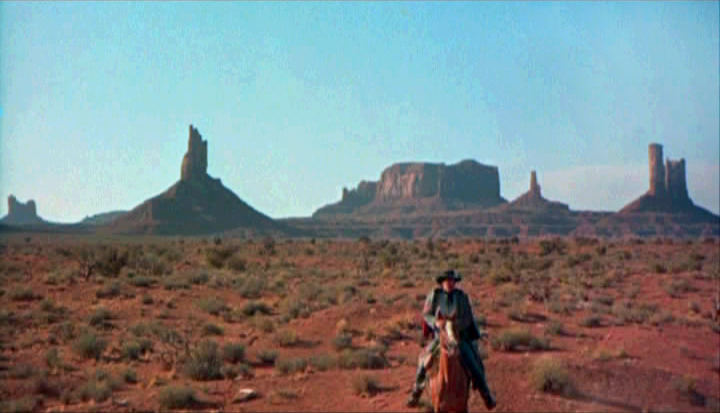
Sovint citat com un dels més grans westerns de tots els temps, The Searchers (1956) va influir en directors com Martin Scorsese, Steven Spielberg o David Lean.

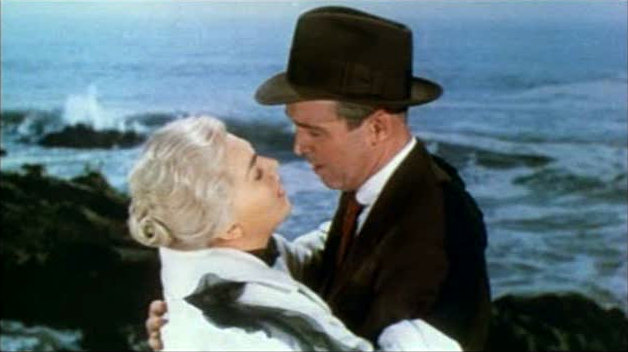
Kim Novak i James Stewart en una escena de Vertigen (D'entre els morts) (1958), pel·lícula escollida per l'AFI com la millor de misteri.

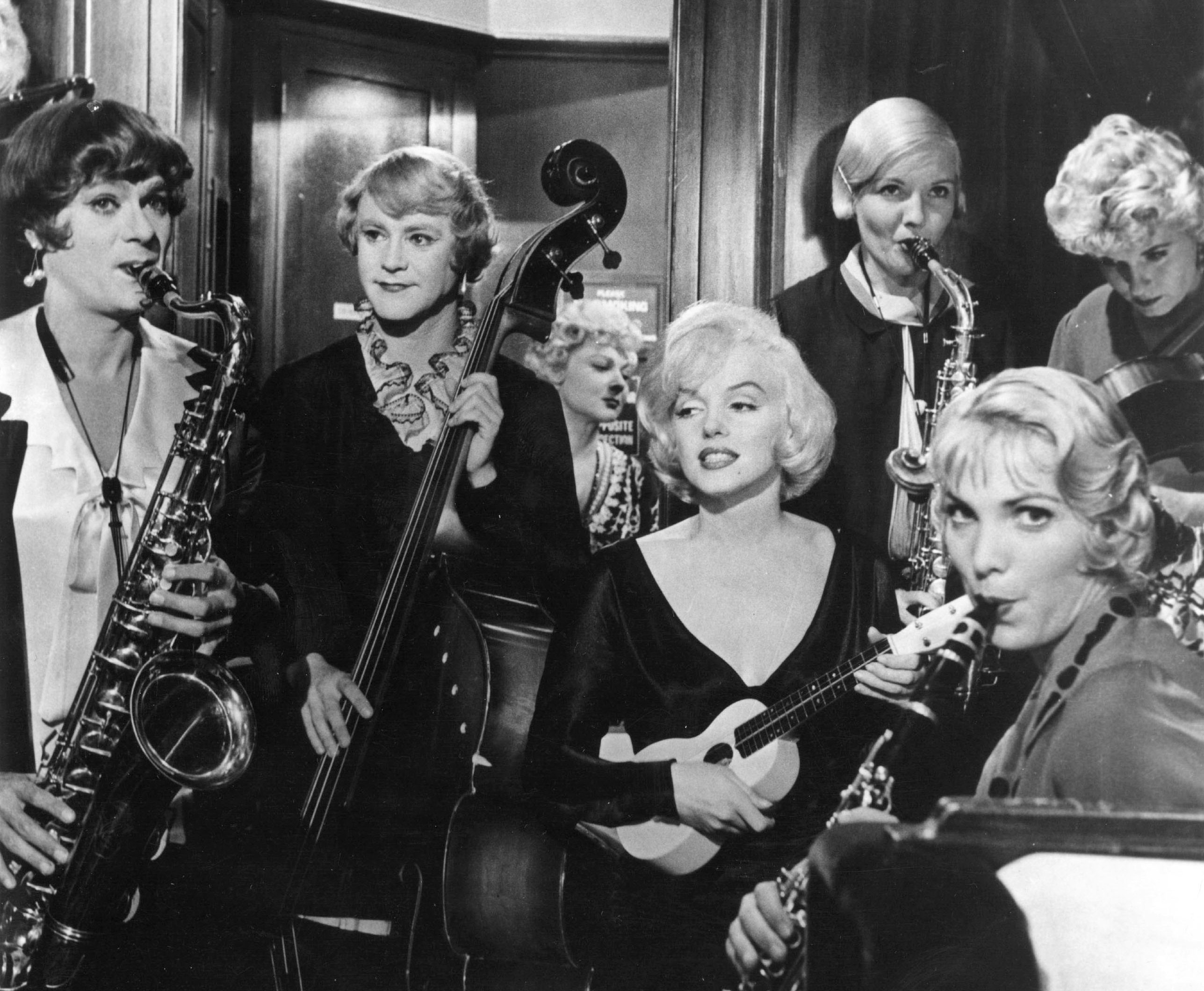
Ningú no és perfecte (1959) va ser votada la pel·lícula americana més divertida a AFI's 100 Years...100 Laughs.

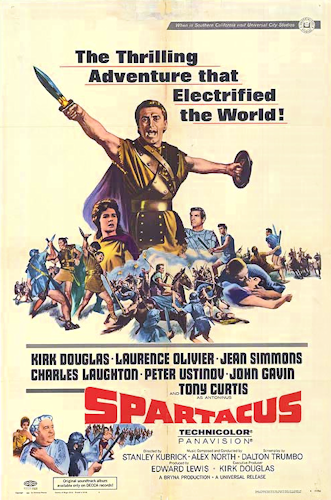
Espàrtac (1960) va contribuir a acabar amb les llistes negres de Hollywood ja que va acreditar el seu guionista Dalton Trumbo, protegit pel productor i actor protagonista Kirk Douglas.

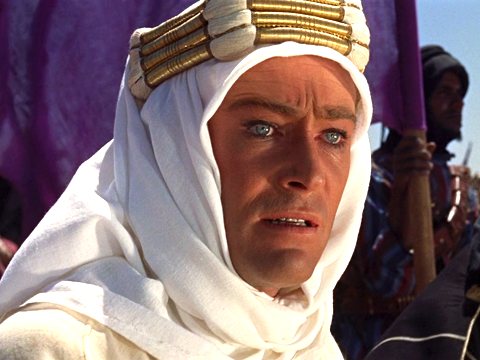
Lawrence d'Aràbia (1962) sovint es considera una de les pel·lícules èpiques més grans i influents de tots els temps.

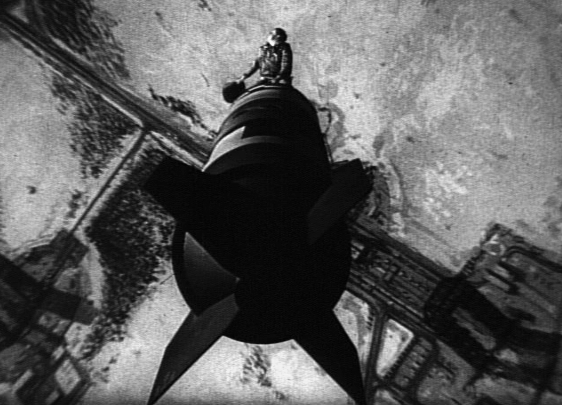
Slim Pickens a la sàtira de la Guerra Freda Dr. Strangelove (1964), una de les nombroses obres mestres de Stanley Kubrick.

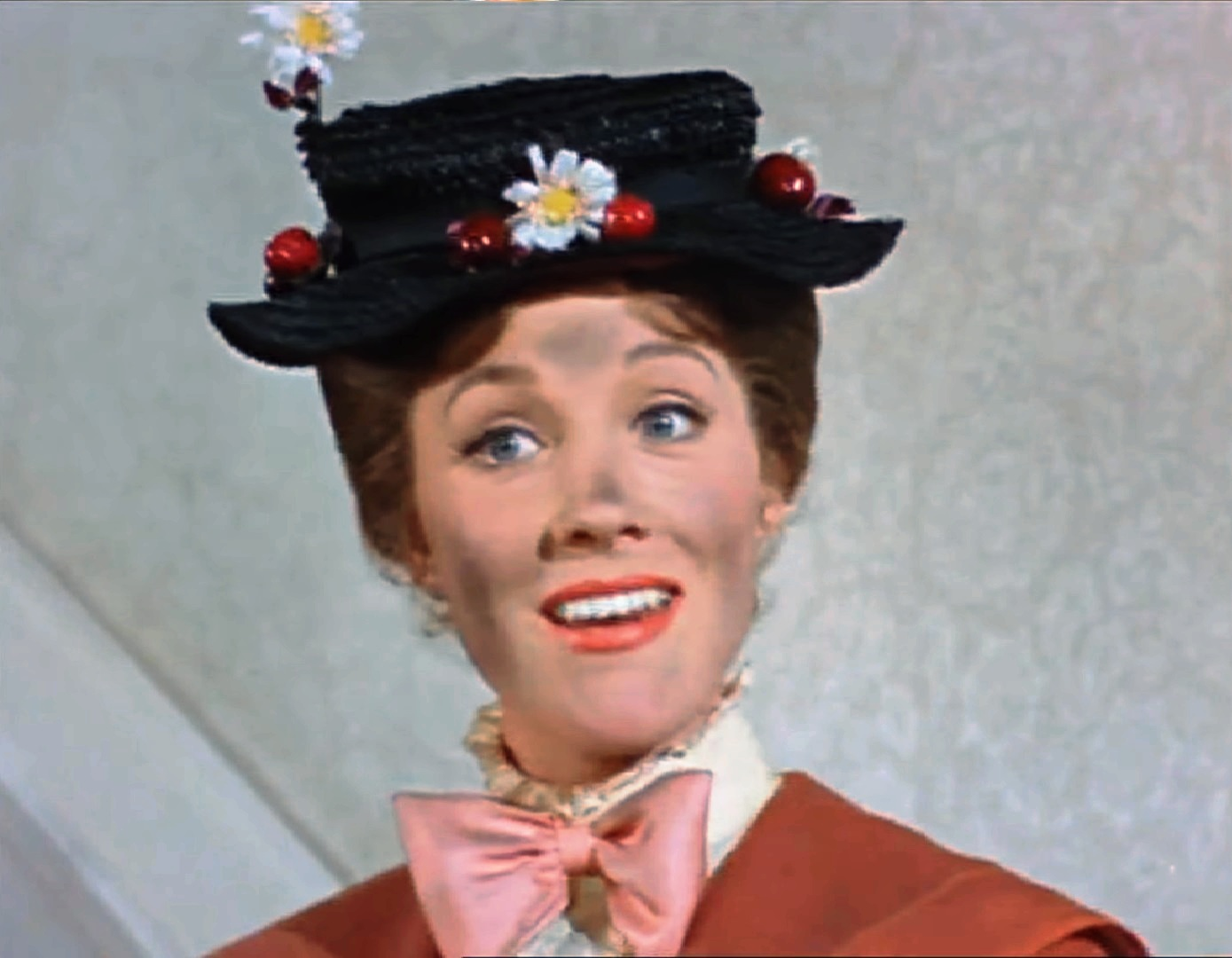
Julie Andrews en el seu paper pel que va guanyar l'Oscar Mary Poppins (1964), sovint considerat l'èxit més gran de Walt Disney en les pel·lícules d'acció real.

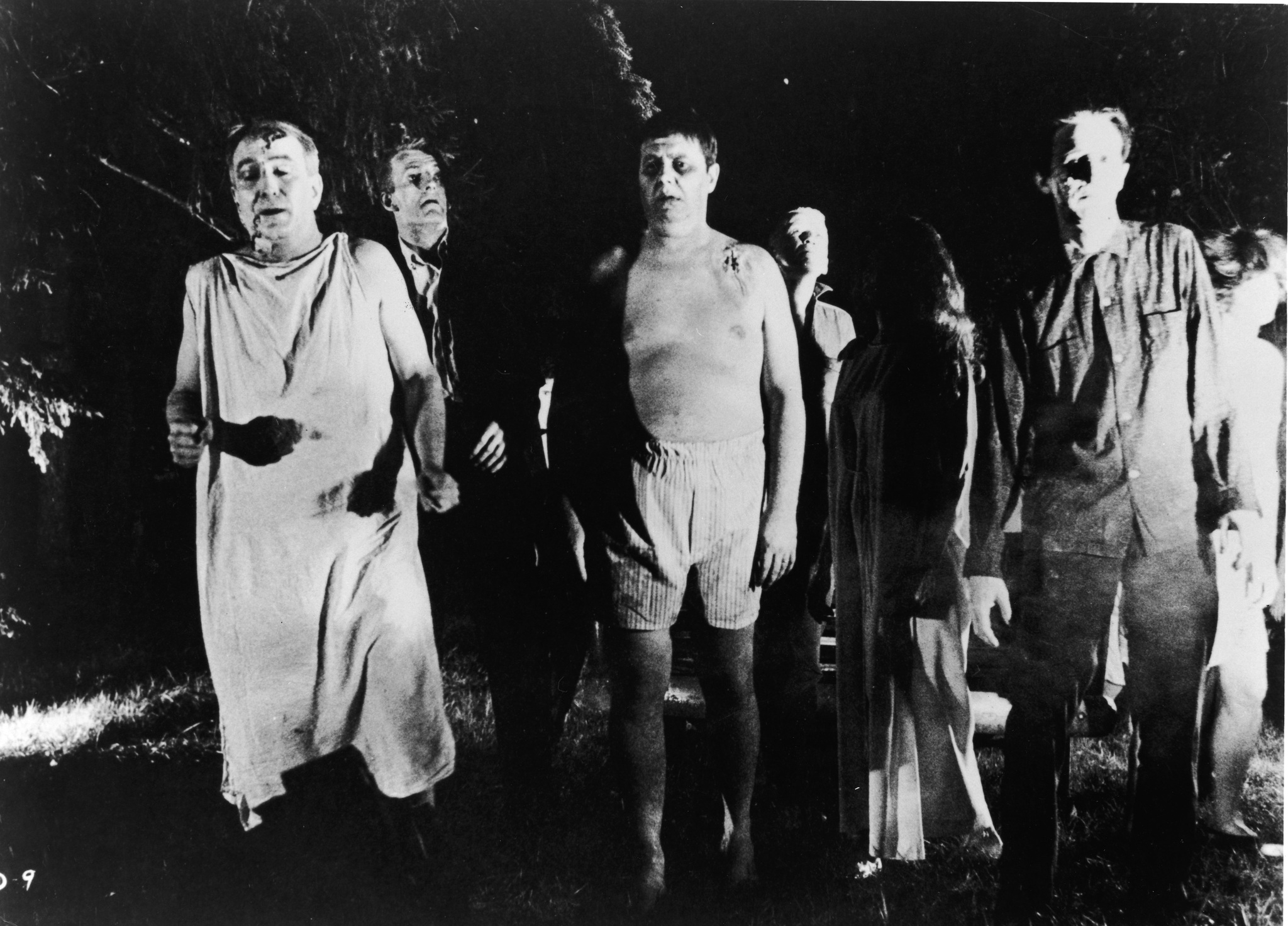
La nit dels morts vivents (1968) va ser una de les primeres pel·lícules en presentar una interpretació moderna dels zombies.

El padrí (1972) i la seva seqüela El padrí II va ser un èxit de crítica i públic i van guanyar l'Òscar pel director Francis Ford Coppola.

| Títol de la pel·lícula                                          | Any de creació | Any d'inscripció |
| --------------------------------------------------------------- | -------------- | ---------------- |
| 2001: una odissea de l'espai                                    | 1968           | 1991             |
| Abbott and Costello Meet Frankenstein                           | 1948           | 2001             |
| Adam's Rib                                                      | 1949           | 1992             |
| Airplane!                                                       | 1980           | 2010             |
| Alien                                                           | 1979           | 2002             |
| Algú va volar sobre el niu del cucut                            | 1975           | 1993             |
| All My Babies                                                   | 1953           | 2002             |
| All Quiet on the Western Front                                  | 1930           | 1990             |
| All That Heaven Allows                                          | 1955           | 1995             |
| All the King's Men                                              | 1949           | 2001             |
| Allò que el vent s'endugué                                      | 1939           | 1989             |
| Allures                                                         | 1961           | 2011             |
| America, America                                                | 1963           | 2001             |
| American Graffiti                                               | 1973           | 1995             |
| Un americà a París                                              | 1951           | 1993             |
| Annie Hall                                                      | 1977           | 1992             |
| Antonia: A Portrait of the Woman                                | 1974           | 2003             |
| L'apartament                                                    | 1960           | 1994             |
| Apocalypse Now                                                  | 1979           | 2000             |
| Applause                                                        | 1929           | 2006             |
| Atlantic City                                                   | 1980           | 2003             |
| Atrapat en el temps                                             | 1993           | 2006             |
| Les aventures de Robin Hood                                     | 1938           | 1995             |
| Baby Face                                                       | 1933           | 2005             |
| Back to the Future                                              | 1985           | 2007             |
| Bad and the Beautiful, The                                      | 1952           | 2002             |
| Badlands                                                        | 1973           | 1993             |
| Ballant amb llops (Dances with Wolves)                          | 1990           | 2007             |
| Bambi                                                           | 1942           | 2011             |
| Band Wagon, The                                                 | 1953           | 1995             |
| Bank Dick, The                                                  | 1940           | 1992             |
| The Bargain                                                     | 1914           | 2010             |
| Barret de copa                                                  | 1935           | 1990             |
| Battle of San Pietro, The                                       | 1945           | 1991             |
| Beauty and the Beast                                            | 1991           | 2002             |
| Ben-Hur                                                         | 1925           | 1997             |
| Ben Hur                                                         | 1959           | 2004             |
| Big Business                                                    | 1929           | 1992             |
| Big Parade, The                                                 | 1925           | 1992             |
| Big Trail, The                                                  | 1930           | 2006             |
| Blacksmith Scene                                                | 1893           | 1995             |
| Blade Runner                                                    | 1982           | 1993             |
| Blood of Jesus, The                                             | 1941           | 1991             |
| Blue Bird, The                                                  | 1918           | 2004             |
| Bonnie i Clyde                                                  | 1967           | 1992             |
| Bride of Frankenstein                                           | 1935           | 1998             |
| Bronx Morning, A                                                | 1931           | 2004             |
| Buffalo Creek Flood: An Act of Man, The                         | 1975           | 2005             |
| Bullitt                                                         | 1968           | 2007             |
| Butch Cassidy and the Sundance Kid                              | 1969           | 2003             |
| Cabaret                                                         | 1972           | 1995             |
| El caçador                                                      | 1978           | 1996             |
| Cameraman, The                                                  | 1928           | 2005             |
| Camins de glòria                                                | 1957           | 1992             |
| Cantant sota la pluja                                           | 1952           | 1989             |
| Carmen Jones                                                    | 1954           | 1992             |
| El carrer 42                                                    | 1933           | 1998             |
| Carta d'una desconeguda                                         | 1948           | 1992             |
| Casablanca                                                      | 1942           | 1989             |
| Castro Street                                                   | 1966           | 1992             |
| Cat People                                                      | 1942           | 1993             |
| El cavall negre (The Black Stallion)                            | 1979           | 2002             |
| Centaures del desert                                            | 1956           | 1989             |
| Chan Is Missing                                                 | 1982           | 1995             |
| Cheat, The                                                      | 1915           | 1993             |
| Chechahcos, The                                                 | 1924           | 2003             |
| Chinatown                                                       | 1974           | 1991             |
| Chulas Fronteras                                                | 1976           | 1993             |
| Ciutadà Kane                                                    | 1941           | 1989             |
| City, The                                                       | 1939           | 1998             |
| City Lights                                                     | 1931           | 1991             |
| Civilization                                                    | 1916           | 1999             |
| Clash of the Wolves                                             | 1925           | 2004             |
| Cologne: From the Diary of Ray and Esther                       | 1939           | 2001             |
| Commandment Keeper Church, Beaufort, South Carolina (May 1940)  | 1940           | 2005             |
| Comença l'espectacle                                            | 1979           | 2001             |
| A Computer Animated Hand                                        | 1972           | 2011             |
| La conversa                                                     | 1974           | 1995             |
| Cool World, The                                                 | 1963           | 1994             |
| El cop (The Sting)                                              | 1973           | 2005             |
| Cops                                                            | 1922           | 1997             |
| Corner in Wheat, A                                              | 1909           | 1994             |
| The Court Jester                                                | 1956           | 2004             |
| Crisis: Behind A Presidential Commitment                        | 1963           | 2011             |
| Crowd, The                                                      | 1928           | 1989             |
| Cry of Jazz                                                     | 1959           | 2010             |
| The Cry of the Children                                         | 1912           | 2011             |
| A Cure for Pokeritis                                            | 1912           | 2011             |
| Curse of Quon Gwon, The                                         | 1916-17        | 2006             |
| Czechoslovakia 1968                                             | 1969           | 1997             |
| Dance, Girl, Dance                                              | 1940           | 2007             |
| D'aquí a l'eternitat                                            | 1953           | 2002             |
| Daughter of Shanghai                                            | 1937           | 2006             |
| Daughters of the Dust                                           | 1991           | 2004             |
| David Holzman's Diary                                           | 1968           | 1991             |
| Day the Earth Stood Still, The                                  | 1951           | 1995             |
| Days of Heaven                                                  | 1978           | 2007             |
| Dead Birds                                                      | 1964           | 1998             |
| Deliverance                                                     | 1972           | 2008             |
| Destry Rides Again                                              | 1939           | 1996             |
| Desviació (Detour)                                              | 1945           | 1992             |
| Els Deu Manaments                                               | 1956           | 1999             |
| Dickson Experimental Sound Film                                 | 1894-95        | 2003             |

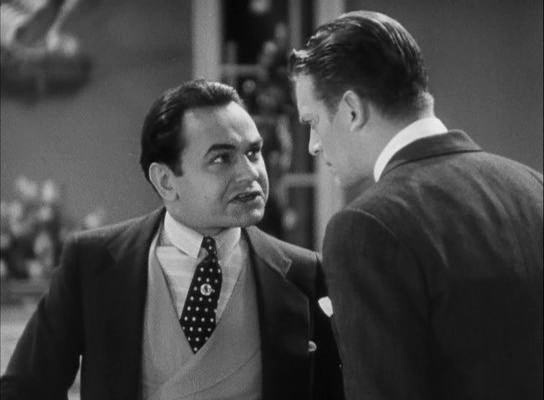
Little Caesar (1931) va provocar una moda de les pel·lícules de gàngsters durant els primers anys 1930 i va convertir a Edward G. Robinson en la quinta essència del "gàngster de pel·lícules".

| Disneyland Dream                                                | 1956           | 2008             |
| D.O.A.                                                          | 1950           | 2004             |
| Do the Right Thing                                              | 1989           | 1999             |
| Docks of New York, The                                          | 1928           | 1999             |
| Desengany (Dodsworth)                                           | 1936           | 1990             |
| Dog Star Man                                                    | 1964           | 1992             |
| Dont Look Back                                                  | 1967           | 1998             |
| Dotze homes sense pietat                                        | 1957           | 2007             |
| Double Indemnity                                                | 1944           | 1992             |
| Dr. Strangelove                                                 | 1964           | 1989             |
| Dracula                                                         | 1931           | 2000             |
| Drums of Winter                                                 | 1988           | 2006             |
| Duck Amuck                                                      | 1953           | 1999             |
| Duck and Cover                                                  | 1951           | 2004             |
| Duck Soup                                                       | 1933           | 1990             |
| ET, l'extraterrestre                                            | 1982           | 1994             |
| Early Abstractions                                              | 1939-56        | 2006             |
| Easy Rider                                                      | 1969           | 1998             |
| Eaux d'artifice                                                 | 1953           | 1993             |
| Electronic Labyrinth: THX 1138 4EB                              | 1967           | 2010             |
| El Mariachi                                                     | 1992           | 2011             |
| El Norte                                                        | 1983           | 1995             |
| Emperor Jones, The                                              | 1933           | 1999             |
| Empire                                                          | 1964           | 2004             |
| En ales de la dansa                                             | 1936           | 2004             |
| En la calor de la nit                                           | 1967           | 2002             |
| Encontres a la tercera fase                                     | 1977           | 2007             |
| Endless Summer, The                                             | 1966           | 2002             |
| Enter the Dragon                                                | 1973           | 2004             |
| Eraserhead                                                      | 1977           | 2004             |
| Estranys al paradís                                             | 1984           | 2002             |
| Evidence of the Film                                            | 1913           | 2001             |
| Exiles, The                                                     | 1961           | 2009             |
| L'exorcista                                                     | 1973           | 2010             |
| Exploits of Elaine, The                                         | 1914           | 1994             |
| Faces                                                           | 1968           | 2011             |
| Fake Fruit Factory                                              | 1986           | 2011             |
| El falcó maltès                                                 | 1941           | 1989             |
| Fall of the House of Usher, The                                 | 1928           | 2000             |
| Fantasia                                                        | 1940           | 1990             |
| Fargo                                                           | 1996           | 2006             |
| Fast Times at Ridgemont High                                    | 1982           | 2005             |
| Fatty's Tintype Tangle                                          | 1915           | 1995             |
| Film Portrait                                                   | 1970           | 2003             |
| Five Easy Pieces                                                | 1970           | 2000             |
| Flash Gordon                                                    | 1936           | 1996             |
| Flesh and the Devil                                             | 1927           | 2006             |
| Promeses sense promès (Flower Drum Song)                        | 1961           | 2008             |
| Esposes frívoles                                                | 1922           | 2008             |
| Footlight Parade                                                | 1933           | 1992             |
| Force of Evil                                                   | 1948           | 1994             |
| Forgotten Frontier, The                                         | 1931           | 1996             |
| Forrest Gump                                                    | 1994           | 2011             |
| Four Horsemen of the Apocalypse, The                            | 1921           | 1995             |
| Jenkins Orphanage Band (Fox Movietone News)                     | 1928           | 2003             |
| Frank Film                                                      | 1973           | 1996             |
| Frankenstein                                                    | 1931           | 1991             |
| Freaks                                                          | 1932           | 1994             |
| Free Radicals                                                   | 1979           | 2008             |
| French Connection                                               | 1971           | 2005             |
| Freshman, The                                                   | 1925           | 1990             |
| From Stump to Ship                                              | 1930           | 2002             |
| From the Manger to the Cross                                    | 1912           | 1998             |
| Fuji                                                            | 1974           | 2002             |
| Fury                                                            | 1936           | 1995             |
| Garlic Is As Good As Ten Mothers                                | 1980           | 2004             |
| Filmografia de la Segona Guerra Mundial de George Stevens       | 1943-46        | 2008             |
| Gerald McBoing-Boing                                            | 1951           | 1995             |
| Gertie the Dinosaur                                             | 1914           | 1991             |
| Gegant                                                          | 1956           | 2005             |
| Gigí                                                            | 1958           | 1991             |
| Glimpse of the Garden                                           | 1957           | 2007             |
| Going My Way                                                    | 1944           | 2004             |
| Gold Diggers of 1933                                            | 1933           | 2003             |
| La quimera de l'or                                              | 1925           | 1992             |
| Un dels nostres                                                 | 1990           | 2000             |
| El graduat                                                      | 1967           | 1996             |
| Grand hotel                                                     | 1932           | 2007             |
| El raïm de la ira                                               | 1940           | 1989             |
| Grass                                                           | 1925           | 1997             |
| The Great Dictator                                              | 1940           | 1997             |
| The Great Train Robbery                                         | 1903           | 1990             |
| Greed                                                           | 1924           | 1991             |
| Grey Gardens                                                    | 1975           | 2010             |
| Growing Up Female                                               | 1971           | 2011             |
| El dimoni de les armes                                          | 1949           | 1998             |
| Gunga Din                                                       | 1939           | 1999             |
| H2O                                                             | 1929           | 2005             |
| Al·leluia! (Hallelujah!)                                        | 1929           | 2008             |
| Halloween                                                       | 1978           | 2006             |
| Hands Up!                                                       | 1926           | 2005             |
| Harlan County, USA                                              | 1976           | 1990             |
| Harold and Maude                                                | 1972           | 1997             |
| Heiress, The                                                    | 1949           | 1996             |
| Hell's Hinges                                                   | 1916           | 1994             |
| Heroes All                                                      | 1920, 1931     | 2009             |
| Hester Street                                                   | 1975           | 2011             |
| Sol davant el perill                                            | 1952           | 1989             |
| High School                                                     | 1969           | 1991             |
| Hindenburg Disaster Newsreel Footage                            | 1937           | 1997             |
| Lluna Nova                                                      | 1940           | 1993             |
| Hitch-Hiker, The                                                | 1953           | 1998             |
| Hoop Dreams                                                     | 1994           | 2005             |
| Hospital                                                        | 1970           | 1994             |
| Anatomia d'un hospital (Hospital)                               | 1971           | 1995             |
| Hot Dogs for Gauguin                                            | 1972           | 2009             |
| House I Live In, The                                            | 1945           | 2007             |
| House in the Middle, The                                        | 1954           | 2001             |
| La caiguda de la casa Usher (House of Usher)                    | 1960           | 2005             |
| Que verda era la meva vall                                      | 1941           | 1990             |
| La conquesta de l'Oest                                          | 1962           | 1997             |
| Hunters, The                                                    | 1957           | 2003             |
| El vividor                                                      | 1961           | 1997             |
| I Am a Fugitive from a Chain Gang                               | 1932           | 1991             |
| I am Joaquin                                                    | 1969           | 2010             |
| I, an Actress                                                   | 1977           | 2011             |
| Imitation of Life                                               | 1934           | 2005             |
| Immigrant, The                                                  | 1917           | 1998             |
| Star Wars Episodi V: L'Imperi Contraataca                       | 1980           | 2010             |
| In a Lonely Place                                               | 1950           | 2007             |
| In Cold Blood                                                   | 1967           | 2008             |
| In the Land of the Head Hunters                                 | 1914           | 1999             |
| In the Street                                                   | 1948           | 2006             |
| Incredible Shrinking Man, The                                   | 1957           | 2009             |
| Intolerance                                                     | 1916           | 1989             |
| Invasion of the Body Snatchers                                  | 1956           | 1994             |
| L'home invisible (The Invisible Man)                            | 1933           | 2008             |
| The Iron Horse                                                  | 1924           | 2011             |
| It                                                              | 1927           | 2001             |
| Va succeir una nit                                              | 1934           | 1993             |
| It's a Gift                                                     | 1934           | 2010             |
| Que bonic que és viure                                          | 1946           | 1990             |
| Italian, The                                                    | 1915           | 1991             |
| Jailhouse Rock                                                  | 1957           | 2004             |
| Jam Session                                                     | 1942           | 2001             |
| Jeffries-Johnson World's Championship Boxing Contest            | 1910           | 2005             |
| Jammin' the Blues                                               | 1944           | 1995             |
| Jaws                                                            | 1975           | 2001             |
| Jazz on a Summer's Day                                          | 1959           | 1999             |
| Jazz Singer, The                                                | 1927           | 1996             |
| Jezebel                                                         | 1938           | 2009             |
| Johnny Guitar                                                   | 1954           | 2008             |
| Jungle, The                                                     | 1967           | 2009             |
| La jungla d'asfalt                                              | 1950           | 2008             |
| The Kid                                                         | 1921           | 2011             |
| Killer of Sheep                                                 | 1977           | 1990             |
| Killers, The                                                    | 1946           | 2008             |
| King: a Filmed Record...Montgomery To Memphis                   | 1970           | 1999             |
| King Kong                                                       | 1933           | 1991             |
| Kiss, The                                                       | 1896           | 1999             |
| Kiss Me Deadly                                                  | 1955           | 1999             |
| Kannapolis, NC                                                  | 1941           | 2004             |
| Knute Rockne, All American                                      | 1940           | 1997             |
| Koyaanisqatsi                                                   | 1983           | 2000             |
| Lady Eve, The                                                   | 1941           | 1994             |
| Lady Helen's Escapade                                           | 1909           | 2004             |
| Lady Windermere's Fan                                           | 1925           | 2002             |
| Lambchops                                                       | 1929           | 1999             |
| Land Beyond the Sunset                                          | 1912           | 2000             |
| Lassie Come Home                                                | 1943           | 1993             |
| Last Command, The                                               | 1928           | 2006             |
| Last of the Mohicans, The                                       | 1920           | 1995             |
| L'última projecció                                              | 1971           | 1998             |
| Laura                                                           | 1944           | 1999             |
| Lawrence d'Aràbia                                               | 1962           | 1991             |
| Lead Shoes, The                                                 | 1949           | 2009             |
| Learning Tree, The                                              | 1969           | 1989             |
| Let's All Go To the Lobby                                       | 1957           | 2000             |
| Let there be light                                              | 1946           | 2010             |
| Life and Death of 9413: a Hollywood Extra, The                  | 1927           | 1997             |
| Life and Times of Rosie the Riveter, The                        | 1980           | 1996             |
| Life of Emile Zola, The                                         | 1937           | 2000             |
| Little Caesar                                                   | 1930           | 2000             |
| Little Fugitive                                                 | 1953           | 1997             |
| Little Miss Marker                                              | 1934           | 1998             |
| Little Nemo                                                     | 1911           | 2009             |
| Living Desert, The                                              | 1953           | 2000             |
| La llegenda de l'indomable                                      | 1967           | 2005             |
| Broken Blossoms                                                 | 1919           | 1996             |
| La llista de Schindler                                          | 1993           | 2004             |
| Lonesome                                                        | 1928           | 2010             |
| The Lost Weekend                                                | 1945           | 2011             |
| El món perdut (The Lost World)                                  | 1925           | 1998             |
| Louisiana Story                                                 | 1948           | 1994             |
| Love Finds Andy Hardy                                           | 1938           | 2000             |
| Love Me Tonight                                                 | 1932           | 1990             |
| M*A*S*H                                                         | 1970           | 1996             |
| Mabel's Blunder                                                 | 1914           | 2009             |
| Make Way for Tomorrow                                           | 1937           | 2010             |
| Magical Maestro                                                 | 1952           | 1993             |
| Magnificent Ambersons, The                                      | 1942           | 1991             |
| Making of an American                                           | 1920           | 2005             |
| Malcolm X                                                       | 1992           | 2010             |
| Man Who Shot Liberty Valance, The                               | 1962           | 2007             |
| El maquinista de la General                                     | 1927           | 1989             |
| Més que ídols                                                   | 1986           | 2001             |
| El missatger de la por                                          | 1962           | 1994             |
| Manhatta                                                        | 1921           | 1995             |
| Manhattan                                                       | 1979           | 2001             |
| March, The                                                      | 1964           | 2008             |
| March of Time: Inside Nazi Germany                              | 1938           | 1993             |
| Marian Anderson: Concert del Lincoln Memorial                   | 1939           | 2001             |
| Mark of Zorro, The                                              | 1940           | 2009             |
| Marty                                                           | 1955           | 1994             |
| Master Hands                                                    | 1936           | 1999             |
| Matrimony's Speed Limit                                         | 1913           | 2003             |
| McCabe & Mrs. Miller                                            | 1971           | 2010             |
| Mean Streets                                                    | 1973           | 1997             |
| Medium Cool                                                     | 1969           | 2003             |
| Meet Me in St. Louis                                            | 1944           | 1994             |
| Melody Ranch                                                    | 1940           | 2002             |
| Memphis Belle                                                   | 1944           | 2001             |
| Meshes of the Afternoon                                         | 1943           | 1990             |
| Cowboy de mitjanit                                              | 1969           | 1994             |
| Mighty Like a Moose                                             | 1926           | 2007             |
| Mildred Pierce                                                  | 1945           | 1996             |
| Els millors anys de la nostra vida                              | 1946           | 1989             |
| Miracle of Morgan's Creek, The                                  | 1944           | 2001             |
| Miracle on 34th Street                                          | 1947           | 2005             |
| Miss Lulu Bett                                                  | 1922           | 2001             |
| Modern Times                                                    | 1936           | 1989             |
| Modesta                                                         | 1956           | 1998             |
| Mom and Dad                                                     | 1944           | 2005             |
| Morocco                                                         | 1930           | 1992             |
| Motion Painting No. 1                                           | 1947           | 1997             |
| Movie, A                                                        | 1958           | 1994             |
| Mr. Smith Goes to Washington                                    | 1939           | 1989             |
| Mrs. Miniver                                                    | 1942           | 2009             |
| Multiple Sidosis                                                | 1970           | 2000             |
| Muppet Movie, The                                               | 1979           | 2009             |
| Music Box, The                                                  | 1932           | 1997             |
| Music Man, The                                                  | 1962           | 2005             |
| My Darling Clementine                                           | 1946           | 1991             |
| My Man Godfrey                                                  | 1936           | 1999             |
| El naixement d'una nació                                        | 1915           | 1992             |
| Naked City, The                                                 | 1948           | 2007             |
| Naked Spur, The                                                 | 1953           | 1997             |
| Nanook of the North                                             | 1922           | 1989             |
| Nashville                                                       | 1975           | 1992             |
| National Lampoon's Animal House                                 | 1978           | 2001             |
| El foc de la joventut (National Velvet)                         | 1944           | 2003             |
| Naughty Marietta                                                | 1935           | 2003             |
| The Negro Soldier                                               | 1944           | 2011             |
| Network                                                         | 1976           | 2000             |
| Newark Athlete                                                  | 1891           | 2010             |
| Filmografia dels Nicholas Brothers                              | 1930-1940      | 2011             |
| Ningú no és perfecte                                            | 1959           | 1989             |
| Night of the Hunter, The                                        | 1955           | 1992             |
| Night of the Living Dead                                        | 1968           | 1999             |
| Ninotchka                                                       | 1939           | 1990             |
| Una nit a l'òpera                                               | 1935           | 1993             |
| No Lies                                                         | 1973           | 2008             |
| Els nois del barri                                              | 1991           | 2002             |
| Norma Rae                                                       | 1979           | 2011             |
| (nostalgia)                                                     | 1971           | 2003             |
| Nothing But a Man                                               | 1964           | 1993             |
| Notorious                                                       | 1946           | 2006             |
| Now, Voyager                                                    | 1942           | 2007             |
| El professor guillat                                            | 1963           | 2004             |
| OffOn                                                           | 1968           | 2004             |
| Oklahoma                                                        | 1955           | 2007             |
| On the Bowery                                                   | 1957           | 2008             |
| La llei del silenci                                             | 1954           | 1989             |
| Once Upon a Time in the West                                    | 1968           | 2009             |
| One Froggy Evening                                              | 1956           | 2003             |
| One Week                                                        | 1920           | 2008             |
| Retorn al passat                                                | 1947           | 1991             |
| The Ox-Bow Incident                                             | 1943           | 1998             |
| Our Day                                                         | 1938           | 2007             |
| Our Lady of the Sphere                                          | 1969           | 2010             |
| El bandoler Josey Wales                                         | 1976           | 1996             |
| El Padrí                                                        | 1972           | 1990             |
| El Padrí II                                                     | 1974           | 1993             |
| Pass the Gravy                                                  | 1928           | 1998             |
| Patton                                                          | 1970           | 2003             |
| The PawnbrokerPawnbroker, The                                   | 1965           | 2008             |
| Pearl, The                                                      | 1948           | 2002             |
| Peege                                                           | 1972           | 2007             |
| Perils of Pauline, The                                          | 1914           | 2008             |
| Perseguit per la mort                                           | 1959           | 1995             |
| Peter Pan                                                       | 1924           | 2000             |
| Phantom of the Opera, The                                       | 1925           | 1998             |
| The Philadelphia Story                                          | 1940           | 1995             |
| Pillow Talk                                                     | 1959           | 2009             |
| La Pantera Rosa                                                 | 1963           | 2010             |
| Pinotxo                                                         | 1940           | 1994             |
| El pirata negre (The Black Pirate)                              | 1926           | 1993             |
| A Place in the Sun                                              | 1951           | 1991             |
| El planeta dels simis                                           | 1968           | 2001             |
| Plow That Broke the Plains, The                                 | 1936           | 1999             |
| Point of Order                                                  | 1964           | 1993             |
| El pont sobre el riu Kwai                                       | 1957           | 1997             |
| Poor Little Rich Girl, The                                      | 1917           | 1991             |
| Popeye the Sailor Meets Sinbad the Sailor                       | 1936           | 2004             |
| Porgy And Bess                                                  | 1959           | 2011             |
| Porky in Wackyland                                              | 1938           | 2000             |
| Power of the Press, The                                         | 1928           | 2005             |
| Powers of Ten                                                   | 1978           | 1998             |
| Precious Images                                                 | 1986           | 2009             |
| Preservation of the Sign Language                               | 1913           | 2010             |
| President McKinley Inauguration Footage                         | 1901           | 2000             |
| Primary                                                         | 1960           | 1990             |
| Primera plana (The Front Page)                                  | 1931           | 2010             |
| Princess Nicotine; or, The Smoke Fairy                          | 1909           | 2003             |
| Prisoner of Zenda, The                                          | 1937           | 1991             |
| Producers, The                                                  | 1968           | 1996             |
| Psicosi                                                         | 1960           | 1992             |
| Public Enemy, The                                               | 1931           | 1998             |
| Pull My Daisy                                                   | 1959           | 1996             |
| Punch Drunks                                                    | 1934           | 2002             |
| Pups is Pups                                                    | 1930           | 2004             |
| Quasi at the Quackadero                                         | 1975           | 2009             |
| Quina fera de nena!                                             | 1938           | 1990             |
| Toro salvatge                                                   | 1980           | 1990             |
| A la recerca de l'arca perduda                                  | 1981           | 1999             |
| Raisin in the Sun, A                                            | 1961           | 2005             |
| La finestra indiscreta                                          | 1954           | 1997             |
| Rebel sense causa                                               | 1955           | 1990             |
| Red Book, The                                                   | 1972           | 2009             |
| Red Dust                                                        | 1932           | 2006             |
| Riu Vermell                                                     | 1948           | 1990             |
| Regeneration                                                    | 1915           | 2000             |
| La reina d'Àfrica                                               | 1951           | 1994             |
| Reminiscences of a Journey to Lithuania                         | 1971-72        | 2006             |
| Republic Steel Strike Riot Newsreel Footage                     | 1937           | 1997             |
| Return of the Secaucus 7                                        | 1980           | 1997             |
| Revenge of Pancho Villa, The                                    | 1930-36        | 2009             |
| Duel a les terres altes                                         | 1962           | 1992             |
| Rip Van Winkle                                                  | 1896           | 1995             |
| River, The                                                      | 1937           | 1990             |
| Road to Morocco                                                 | 1942           | 1996             |
| Rocky                                                           | 1976           | 2006             |
| Rocky Horror Picture Show, The                                  | 1975           | 2005             |
| Al roig viu (White Heat)                                        | 1949           | 2003             |
| Rose Hobart                                                     | 1936           | 2001             |
| Un rostre en la multitud                                        | 1957           | 2008             |
| Sabrina                                                         | 1954           | 2002             |
| Safety Last!                                                    | 1923           | 1994             |
| Salesman                                                        | 1969           | 1992             |
| Salomé                                                          | 1923           | 2000             |
| Salt of the Earth                                               | 1954           | 1992             |
| Terratrèmol de San Francisco de 1906                            | 1906           | 2005             |
| Febre del dissabte nit                                          | 1977           | 2010             |
| Scarface                                                        | 1932           | 1994             |
| Scratch and Crow                                                | 1995           | 2009             |
| Selles de muntar calentes                                       | 1974           | 2006             |
| Sense perdó                                                     | 1992           | 2004             |
| Ser o no ser                                                    | 1942           | 1996             |
| Serene Velocity                                                 | 1970           | 2001             |
| El sergent York                                                 | 1941           | 2008             |
| Set núvies per a set germans                                    | 1954           | 2004             |
| 7th Heaven                                                      | 1927           | 1995             |
| Sexe, mentides i cintes de vídeo                                | 1989           | 2006             |
| Sex Life of the Polyp, The                                      | 1928           | 2007             |
| Shadow of a Doubt                                               | 1943           | 1991             |
| Shadows                                                         | 1959           | 1993             |
| Shaft                                                           | 1971           | 2000             |
| Arrels profundes                                                | 1953           | 1993             |
| She Done Him Wrong                                              | 1933           | 1996             |
| El Modern Sherlock Holmes                                       | 1924           | 1991             |
| Sherman's March                                                 | 1986           | 2000             |
| Shock Corridor                                                  | 1963           | 1996             |
| The Shop Around the Corner                                      | 1940           | 1999             |
| Show Boat                                                       | 1936           | 1996             |
| Show People                                                     | 1928           | 2003             |
| Siege                                                           | 1940           | 2006             |
| El silenci dels anyells                                         | 1991           | 2011             |
| Simbad i la princesa                                            | 1958           | 2008             |
| Sky High                                                        | 1922           | 1998             |
| Snow White                                                      | 1933           | 1994             |
| La Blancaneu i els set nans                                     | 1937           | 1989             |
| So's Your Old Man                                               | 1926           | 2008             |
| El son etern                                                    | 1946           | 1997             |
| Son of the Sheik, The                                           | 1926           | 2003             |
| Somriures i llàgrimes                                           | 1965           | 2001             |
| Stagecoach                                                      | 1939           | 1995             |
| Stand and Deliver                                               | 1988           | 2011             |
| Star Is Born, A                                                 | 1954           | 2000             |
| Star Theatre                                                    | 1901           | 2002             |
| Star Wars Episodi IV: Una Nova Esperança                        | 1977           | 1989             |
| Stark Love                                                      | 1927           | 2009             |
| Steamboat Willie                                                | 1928           | 1998             |
| Stormy Weather                                                  | 1943           | 2001             |
| Story of G.I. Joe, The                                          | 1945           | 2009             |
| A Streetcar Named Desire                                        | 1951           | 1999             |
| Strong Man, The                                                 | 1926           | 2007             |
| Study in Reds, A                                                | 1932           | 2009             |
| Study of a River                                                | 1996           | 2010             |
| St. Louis Blues                                                 | 1939           | 2006             |
| Els subornats                                                   | 1953           | 2011             |
| Sullivan's Travels                                              | 1941           | 1990             |
| Sunrise                                                         | 1927           | 1989             |
| Sunset Boulevard                                                | 1950           | 1989             |
| Sweet Smell of Success                                          | 1957           | 1993             |
| Tarda negra                                                     | 1975           | 2009             |
| T.A.M.I. Show, The                                              | 1964           | 2006             |
| Tabu                                                            | 1931           | 1994             |
| El derrumbament del Pont de Tacoma Narrows                      | 1940           | 1998             |
| Tall T, The                                                     | 1957           | 2000             |
| Tarantella                                                      | 1940           | 2010             |
| Tarzan and His Mate                                             | 1934           | 2003             |
| Taxi Driver                                                     | 1976           | 1994             |
| Tell-Tale Heart, The                                            | 1953           | 2001             |
| Terminator                                                      | 1984           | 2008             |
| La terrible veritat                                             | 1937           | 1996             |
| Tess of the Storm Country                                       | 1914           | 2006             |
| Tevye                                                           | 1939           | 1991             |
| Theodore Case Sound Test: Gus Visser and his Singing Duck       | 1925           | 2002             |
| There It Is                                                     | 1928           | 2004             |
| El lladre de Bagdad                                             | 1924           | 1996             |
| Thin Blue Line, The                                             | 1988           | 2001             |
| Thin Man, The                                                   | 1934           | 1997             |
| L'enigma d'un altre món (The Thing from Another World)          | 1951           | 2001             |
| Think of Me First as a Person                                   | 1960-75        | 2006             |
| This is Cinerama                                                | 1952           | 2002             |
| This is Spinal Tap                                              | 1984           | 2002             |
| Three Little Pigs                                               | 1933           | 2007             |
| Thriller                                                        | 1983           | 2009             |
| Through Navajo Eyes                                             | 1966           | 2002             |
| Time for Burning, A                                             | 1966           | 2005             |
| Time Out of War, A                                              | 1954           | 2006             |
| Tin Toy                                                         | 1988           | 2003             |
| To Fly!                                                         | 1976           | 1995             |
| To Kill a Mockingbird                                           | 1962           | 1995             |
| Tol'able David                                                  | 1921           | 2007             |
| Tom, Tom, the Piper's Son                                       | 1969-71        | 2007             |
| Tootsie                                                         | 1982           | 1998             |
| Topaz                                                           | 1943-45        | 1996             |
| Tot sobre Eva                                                   | 1950           | 1990             |
| Tots els homes del president                                    | 1976           | 2010             |
| Touch of Evil                                                   | 1958           | 1993             |
| Toy Story                                                       | 1995           | 2005             |
| Traffic in Souls                                                | 1913           | 2006             |
| Trance and Dance in Bali                                        | 1936-39        | 1999             |
| El tresor de Sierra Madre                                       | 1948           | 1990             |
| A Tree Grows in Brooklyn                                        | 1945           | 2010             |
| A Trip Down Market Street                                       | 1906           | 2010             |
| Trouble in Paradise                                             | 1932           | 1991             |
| Tulips Shall Grow                                               | 1942           | 1997             |
| Twelve O'Clock High                                             | 1949           | 1998             |
| Twentieth Century                                               | 1934           | 2011             |
| Under Western Stars                                             | 1938           | 2009             |
| Vacances a Roma (Roman Holiday)                                 | 1953           | 1999             |
| Verbena Tragica                                                 | 1939           | 1996             |
| Vertigen (D'entre els morts)                                    | 1958           | 1989             |
| The War of the Worlds                                           | 1953           | 2011             |
| Water and Power                                                 | 1989           | 2008             |
| Wedding March, The                                              | 1928           | 2003             |
| West Side Story                                                 | 1961           | 1997             |
| Westinghouse Works, 1904                                        | 1904           | 1998             |
| What's Opera, Doc?                                              | 1957           | 1992             |
| Where Are My Children?                                          | 1916           | 1993             |
| White Fawn's Devotion                                           | 1910           | 2008             |
| Why Man Creates                                                 | 1968           | 2002             |
| Per què lluitem? (Why We Fight)                                 | 1943-45        | 2000             |
| Wild and Woolly                                                 | 1917           | 2002             |
| Grup salvatge                                                   | 1969           | 1999             |
| Wild River                                                      | 1960           | 2002             |
| Will Success Spoil Rock Hunter?                                 | 1957           | 2000             |
| Wind, The                                                       | 1928           | 1993             |
| Wings                                                           | 1927           | 1997             |
| Within Our Gates                                                | 1920           | 1992             |
| El màgic d'Oz                                                   | 1939           | 1989             |
| Women, The                                                      | 1939           | 2007             |
| Woman of the Year                                               | 1942           | 1999             |
| Woman Under the Influence, A                                    | 1974           | 1990             |
| Woodstock                                                       | 1970           | 1996             |
| Cims borrascosos                                                | 1939           | 2007             |
| Yankee Doodle Dandy                                             | 1942           | 1993             |
| El jove Frankenstein                                            | 1974           | 2003             |
| Young Mr. Lincoln                                               | 1939           | 2003             |
| Film Zapruder                                                   | 1963           | 1994             |
| El tren de les 3:10 (3:10 to Yuma)                              | 1957           | 2012             |
| Anatomia d'un assassinat (Anatomy of a Murder)                  | 1959           | 2012             |
| The Augustas                                                    | 1930s-1950s    | 2012             |
| Nascuda ahir (Born Yesterday)                                   | 1950           | 2012             |
| Esmorzar amb diamants (Breakfast at Tiffany’s)                  | 1961           | 2012             |
| A Christmas Story                                               | 1983           | 2012             |
| The Corbett-Fitzsimmons Title Fight                             | 1897           | 2012             |
| Harry el Brut (Dirty Harry)                                     | 1971           | 2012             |
| Hours for Jerome: parts 1 i 2                                   | 1980-82        | 2012             |
| The Kidnappers Foil                                             | 1930s          | 2012             |
| Elles donen el cop (A League of Their Own)                      | 1992           | 2012             |
| Matrix (The Matrix)                                             | 1999           | 2012             |
| The Middleton Family at the New York World's Fair               | 1939           | 2012             |
| One Survivor Remembers                                          | 1995           | 2012             |
| Parable                                                         | 1964           | 2012             |
| Samsara: Death and Rebirth in Cambodia                          | 1990           | 2012             |
| Slacker                                                         | 1991           | 2012             |
| Companys de gresca (Sons of the Desert)                         | 1933           | 2012             |
| The Spook Who Sat by the Door                                   | 1973           | 2012             |
| They Call It Pro Football                                       | 1966           | 2012             |
| The Times of Harvey Milk                                        | 1984           | 2012             |
| Two-Color Kodachrome Test Shots No. III                         | 1922           | 2012             |
| Two-Lane Blacktop                                               | 1971           | 2012             |
| Uncle Tom's Cabin                                               | 1914           | 2012             |
| The Wishing Ring: An Idyll of Old England                       | 1914           | 2012             |
| Bless Their Little Hearts                                       | 1984           | 2013             |
| Brandy in the Wilderness                                        | 1969           | 2013             |
| Cicero March                                                    | 1966           | 2013             |
| Daughter of Dawn                                                | 1920           | 2013             |
| Decasia                                                         | 2002           | 2013             |
| Ella Cinders                                                    | 1926           | 2013             |
| Forbidden Planet                                                | 1956           | 2013             |
| Gilda                                                           | 1946           | 2013             |
| The Hole                                                        | 1963           | 2013             |
| Els judicis de Nuremberg (Judgment at Nuremberg)                | 1961           | 2013             |
| King of Jazz                                                    | 1930           | 2013             |
| The Lunch Date                                                  | 1989           | 2013             |
| Els set magnífics (The Magnificent Seven)                       | 1961           | 2013             |
| Martha Graham Dance Films                                       | 1931–1944      | 2013             |
| Mary Poppins                                                    | 1964           | 2013             |
| Men and Dust                                                    | 1940           | 2013             |
| Midnight                                                        | 1939           | 2013             |
| Notes on the Port of St. Francis                                | 1951           | 2013             |
| Pulp Fiction                                                    | 1994           | 2013             |
| The Quiet Man                                                   | 1952           | 2013             |
| Escollits per a la glòria (The Right Stuff)                     | 1983           | 2013             |
| Roger & Me                                                      | 1989           | 2013             |
| A Virtuous Vamp                                                 | 1919           | 2013             |
| Qui té por de Virginia Woolf? (Who’s Afraid of Virginia Woolf?) | 1966           | 2013             |
| Wild Boys of the Road                                           | 1933           | 2013             |
| 13 Lakes                                                        | 2004           | 2014             |
| Bert Williams Lime Kiln Club Field Day                          | 1913           | 2014             |
| El gran Lebowski (The Big Lebowski)                             | 1998           | 2014             |
| Down Argentine Way                                              | 1940           | 2014             |
| The Dragon Painter                                              | 1919           | 2014             |
| Felicia                                                         | 1965           | 2014             |
| Ferris Bueller's Day Off                                        | 1986           | 2014             |
| The Gang's All Here                                             | 1943           | 2014             |
| Els crims del museu de cera (House of Wax)                      | 1953           | 2014             |
| Into the Arms of Strangers: Stories of the Kindertransport      | 2000           | 2014             |
| Petit gran home (Little Big Man)                                | 1970           | 2014             |
| Luxo Jr.                                                        | 1986           | 2014             |
| Moon Breath Beat                                                | 1980           | 2014             |
| Please Don't Bury Me Alive!                                     | 1976           | 2014             |
| The Power and the Glory                                         | 1933           | 2014             |
| Rio Bravo                                                       | 1959           | 2014             |
| La llavor del diable (Rosemary's Baby)                          | 1968           | 2014             |
| Ruggles of Red Gap                                              | 1935           | 2014             |
| Salvem el soldat Ryan (Saving Private Ryan)                     | 1998           | 2014             |
| Shoes                                                           | 1916           | 2014             |
| State Fair                                                      | 1933           | 2014             |
| Unmasked                                                        | 1917           | 2014             |
| V-E Day +1 (May 9, 1945)                                        | 1945           | 2014             |
| The Way of Peace                                                | 1947           | 2014             |
| Un món de fantasia (Willy Wonka and the Chocolate Factory)      | 1971           | 2014             |
| Being There                                                     | 1979           | 2015             |
| Black and Tan                                                   | 1929           | 2015             |
| Drácula (en castellà)                                           | 1931           | 2015             |
| Dream of a Rarebit Fiend                                        | 1906           | 2015             |
| Eadweard Muybridge, Zoopraxographer                             | 1974           | 2015             |
| Edison Kinetoscopic Record of a Sneeze                          | 1894           | 2015             |
| A Fool There Was                                                | 1915           | 2015             |
| Els caçafantasmes (Ghostbusters)                                | 1984           | 2015             |
| Hail the Conquering Hero                                        | 1944           | 2015             |
| Humoresque                                                      | 1920           | 2015             |
| Imitation of Life                                               | 1959           | 2015             |
| The Inner World of Aphasia                                      | 1968           | 2015             |
| John Henry and the Inky-Poo                                     | 1946           | 2015             |
| L.A. Confidential                                               | 1997           | 2015             |
| The Mark of Zorro                                               | 1920           | 2015             |
| The Old Mill                                                    | 1937           | 2015             |
| Our Daily Bread                                                 | 1934           | 2015             |
| Portrait of Jason                                               | 1967           | 2015             |
| Seconds                                                         | 1966           | 2015             |
| Cadena perpètua (pel·lícula) (The Shawshank Redemption)         | 1994           | 2015             |
| Sink or Swim                                                    | 1990           | 2015             |
| The Story of Menstruation                                       | 1946           | 2015             |
| Symbiopsychotaxiplasm: Take One                                 | 1968           | 2015             |
| Top Gun                                                         | 1986           | 2015             |
| Winchester '73                                                  | 1950           | 2015             |
| The Atomic Café                                                 | 1982           | 2016             |
| Bola de foc (Ball of Fire)                                      | 1941           | 2016             |
| The Beau Brummels                                               | 1928           | 2016             |
| Els ocells (The Birds)                                          | 1963           | 2016             |
| La jungla de les pissarres (Blackboard Jungle)                  | 1955           | 2016             |
| The Breakfast Club                                              | 1985           | 2016             |
| The Decline of Western Civilization                             | 1981           | 2016             |
| A l'est de l'edèn (East of Eden)                                | 1955           | 2016             |
| Funny Girl                                                      | 1968           | 2016             |
| Life of an American Fireman                                     | 1903           | 2016             |
| The Lion King                                                   | 1994           | 2016             |
| Horitzons perduts (Lost Horizon)                                | 1937           | 2016             |
| Musketeers of Pig Alley                                         | 1912           | 2016             |
| Paris Is Burning                                                | 1990           | 2016             |
| A boca de canó (Point Blank)                                    | 1967           | 2016             |
| La princesa promesa (The Princess Bride)                        | 1987           | 2016             |
| Putney Swope                                                    | 1969           | 2016             |
| Reverend Solomon Sir Jones films                                | 1924-28        | 2016             |
| Rushmore                                                        | 1998           | 2016             |
| Steamboat Bill Jr.                                              | 1928           | 2016             |
| Suzanne, Suzanne                                                | 1982           | 2016             |
| Thelma & Louise                                                 | 1991           | 2016             |
| 20,000 Leagues Under the Sea                                    | 1916           | 2016             |
| Una passejada al sol (A Walk in the Sun)                        | 1945           | 2016             |
| Qui ha enredat en Roger Rabbit? (Who Framed Roger Rabbit?)      | 1988           | 2016             |
| Ace in the Hole (aka Big Carnival)                              | 1951           | 2017             |
| Boulevard Nights                                                | 1979           | 2017             |
| Die Hard                                                        | 1988           | 2017             |
| Dumbo                                                           | 1941           | 2017             |
| Camp de somnis (Field of Dreams)                                | 1989           | 2017             |
| 4 Little Girls                                                  | 1997           | 2017             |
| Fuentes Family Home Movies Collection                           | 1920s-1930s    | 2017             |
| Gentleman's Agreement                                           | 1947           | 2017             |
| Els Goonies (The Goonies)                                       | 1985           | 2017             |
| Endevina qui ve a sopar (Guess Who’s Coming to Dinner)          | 1967           | 2017             |
| He Who Gets Slapped                                             | 1924           | 2017             |
| Interior New York Subway, 14th Street to 42nd Street            | 1905           | 2017             |
| La Bamba                                                        | 1987           | 2017             |
| Lives of Performers                                             | 1972           | 2017             |
| Memento                                                         | 2000           | 2017             |
| Only Angels Have Wings                                          | 1939           | 2017             |
| The Sinking of the Lusitania                                    | 1918           | 2017             |
| Espàrtac (Spartacus)                                            | 1960           | 2017             |
| Superman                                                        | 1978           | 2017             |
| Thelonius Monk: Straight, No Chaser                             | 1988           | 2017             |
| Time and Dreams                                                 | 1976           | 2017             |
| Titanic                                                         | 1997           | 2017             |
| To Sleep with Anger                                             | 1990           | 2017             |
| Wanda                                                           | 1971           | 2017             |
| With the Abraham Lincoln Brigade in Spain                       | 1937-38        | 2017             |
| Conspiració de silenci (Bad Day at Black Rock)                  | 1955           | 2018             |
| Broadcast News                                                  | 1987           | 2018             |
| Brokeback Mountain                                              | 2005           | 2018             |
| La Ventafocs (Cinderella)                                       | 1950           | 2018             |
| Dies de vi i roses (Days of Wine and Roses)                     | 1962           | 2018             |
| Dixon-Wanamaker Expedition to Crow Agency                       | 1908           | 2018             |
| Eve's bayou (L'estany de l'Eva) (Eve's Bayou)                   | 1997           | 2018             |
| The Girl Without a Soul                                         | 1917           | 2018             |
| Hair Piece: A Film for Nappy Headed People                      | 1984           | 2018             |
| Hearts and Minds                                                | 1974           | 2018             |
| Hud                                                             | 1963           | 2018             |
| El delator (The Informer)                                       | 1935           | 2018             |
| Parc Juràssic                                                   | 1993           | 2018             |
| The Lady from Shanghai                                          | 1947           | 2018             |
| Que el cel la jutgi (Leave Her to Heaven)                       | 1945           | 2018             |
| Monterey Pop                                                    | 1968           | 2018             |
| My Fair Lady                                                    | 1964           | 2018             |
| The Navigator                                                   | 1924           | 2018             |
| Un dia a Nova York (On the Town)                                | 1949           | 2018             |
| Un tipus dur (One-Eyed Jacks)                                   | 1961           | 2018             |
| Pickup on South Street                                          | 1953           | 2018             |
| Rebecca                                                         | 1940           | 2018             |
| The Shining                                                     | 1980           | 2018             |
| Smoke Signals                                                   | 1998           | 2018             |
| Something Good – Negro Kiss                                     | 1898           | 2018             |
| Amadeus                                                         | 1984           | 2019             |
| La fira de la vanitat (Becky Sharp)                             | 1935           | 2019             |
| Before Stonewall                                                | 1984           | 2019             |
| Body and Soul                                                   | 1925           | 2019             |
| Boys Don't Cry                                                  | 1999           | 2019             |
| Clerks                                                          | 1994           | 2019             |
| Coal Miner's Daughter                                           | 1980           | 2019             |
| Emigrants Landing at Ellis Island                               | 1903           | 2019             |
| Employees Entrance                                              | 1933           | 2019             |
| Fog of War                                                      | 2003           | 2019             |
| Gaslight                                                        | 1944           | 2019             |
| George Washington Carver at Tuskegee Institute                  | 1937           | 2019             |
| Girlfriends                                                     | 1978           | 2019             |
| I am Somebody                                                   | 1970           | 2019             |
| The Last Waltz                                                  | 1978           | 2019             |
| My Name Is Oona                                                 | 1969           | 2019             |
| A New Leaf                                                      | 1971           | 2019             |
| Old Yeller                                                      | 1957           | 2019             |
| The Phenix City Story                                           | 1955           | 2019             |
| Platoon                                                         | 1986           | 2019             |
| Purple Rain                                                     | 1984           | 2019             |
| Real Women Have Curves                                          | 2002           | 2019             |
| She's Gotta Have it                                             | 1986           | 2019             |
| La Bella Dorment (Sleeping Beauty)                              | 1959           | 2019             |
| Zoot Suit                                                       | 1981           | 2019             |